# حملة الرقة (2016–2017)
كانت حملة الرقة (سميت رمزيًا عملية غضب الفرات) عملية عسكرية قامت بها قوات سوريا الديمقراطية ضد تنظيم الدولة الإسلامية في العراق والشام (داعش) في محافظة الرقة بهدف عزلها وفي النهاية الاستيلاء على مدينة الرقة نفسها. وتعتبر أحد الأهداف الرئيسية الأخرى في العملية هو السيطرة على سد الطبقة (الفرات) ومدينة الثورة (الطبقة) القريبة وسد البعث. كما أطلق على الهجوم اسم «المعركة النهائية لجميع المعارك في الحرب على تنظيم داعش».
ويتزامن الهجوم مع معركة الباب في محافظة حلب ومعركة الموصل في العراق، ومعركة سرت (2016) في ليبيا وهجوم تدمر (2017) وعودة القتال في دير الزور لرفع الحصار عنها.

## خلفية تاريخية
في أواخر شهر تشرين الأول / أكتوبر 2016 دعا وزير الدفاع الأمريكي آشتون كارتر إلى شن هجوم على الرقة بالتزامن مع معركة الموصل في العراق. وقال إن الولايات المتحدة تتعاون مع حلفائها من أجل إطلاق عملية لعزل الرقة عما حولها. وفي 26 تشرين الأول / أكتوبر اتصل الرئيس التركي رجب طيب أردوغان برئيس الولايات المتحدة باراك أوباما وقال إنه لا يريد أن تشارك وحدات حماية الشعب الكردية في العملية المرتقبة وبدلا من ذلك أنه على استعداد لإشراك القوات المسلحة التركية. ورفض وزير الخارجية البريطاني مايكل فالون فكرة مشاركة قوات غير عربية في الهجوم وطالب بقوة عربية بحتة.
وفي اليوم نفسه، أكد قائد قوة المهام المشتركة – عملية العزم الصلب الجنرال الأمريكى ستيفن ج. تاونسند أن قوات سوريا الديمقراطية التي تقودها وحدات حماية الشعب الكردي هي المجموعة المسلحة الوحيدة القادرة على الاستيلاء على الرقة في المستقبل القريب. وكان عدد قوات التحالف التي تقوده الولايات المتحدة للتدخل في سوريا كان أقل مما كان عليه في معركة الموصل. وفي 3 تشرين الثاني / نوفمبر رفض قائد لواء السلاجقة العقيد طلال علي سلو مشاركة تركيا في العملية.
بعد بدء معركة الموصل (2016–17) في العراق فر العديد من مقاتلي تنظيم داعش البالغ عددهم 20،000 مقاتل اللذين كانوا يقيمون في المدينة إلى الرقة مما عزز قوات تنظيم داعش التي كانت موجودة بالفعل في مدينة الرقة العاصمة الفعلية للتنظيم.

## إعلان إنطلاق الحملة العسكرية
أعلنت قوات سوريا الديمقراطية رسميا بدء العملية في 6 نوفمبر في قرية عين عيسى. وكانت النية هي المضي قدما على مرحلتين، أولا الاستيلاء على المناطق حول الرقة وعزل المدينة، والتقدم من ثلاث جبهات ثم السيطرة على المدينة نفسها. ودعت القيادة العامة لقوات سوريا الديمقراطية التحالف الدولى ضد تنظيم داعش دعم العملية بتوفير الغطاء الجوى. ورحب وزير الدفاع الأمريكى آشتون كارتر بالإعلان.

## الهجوم

### المرحلة الأولى: عزل الرقة عن مناطقها الشمالية

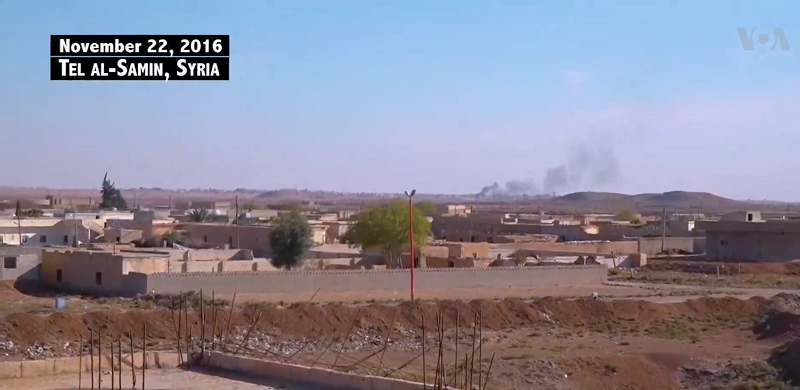
تل سمعان مقر قيادة تنظيم داعش في ريف الرقة الشمالي بعد أن استولت عليه قوات سوريا الديمقراطية.

في 6 نوفمبر / تشرين الثاني: استولت قوات سوريا الديمقراطية على ست قرى صغيرة بما فيها قرى وحيد وأم صفا وصيتا وحران والأدرية وجورة جنوب وجنوب شرق عين عيسى. وفجر تنظيم الدولة الإسلامية (داعش) أربع سيارات مفخخة في اليوم الأول من الهجوم.
في 8 تشرين الثاني / نوفمبر: أفادت قوات سوريا الديمقراطية أنها تسيطر على 11 قرية بالقرب من عين عيسى. وادعت قوات سوريا الديمقراطية أيضا أن التنظيم استخدم عدة سيارات مفخخة ضد قواته. وبحلول 11 نوفمبر / تشرين الثاني استولت قوات سوريا الديمقراطية على أكثر من عشر قرى وبلدة الحسبة ذات الأهمية الاستراتيجية التي كانت مقر قيادة لتنظيم داعش. وفي اليوم التالي واصلت قوات سوريا الديمقراطية تقدمها ضد تنظيم داعش في المنطقة المحيطة بشمال تل سمعان وخنيز، ليصل بذلك عدد القرى والقرى التي تم الاستيلاء عليها إلى 26.
وحتى 14 تشرين الثاني / نوفمبر، أفادت قوات سوريا الديمقراطية بإنجاز المرحلة الأولية من العمليات، وذكرت أنه تم الاستيلاء على 500 كيلومتر مربع تشتمل على : 34 قرية و 31 قرية صغيرة وسبعة تلال إستراتيجية، بالإضافة إلى 167 من قتلى تنظيم الدولة الإسلامية (داعش). كما بدأت قوات سوريا الديمقراطية في محاصرة تل سمعان وأكبر قرية ومقر لتنظيم داعش شمال الرقة، في حين شن تنظيم الدولة الإسلامية (داعش) هجوما مضادا بالقرب من سالوك في الريف الشرقي لمحافظة الرقة لإجبار قوات سوريا الديمقراطية على تقسيم قواتها وفتح جبهة جديدة. وفي اليوم التالي تقدمت قوات سوريا الديمقراطية إلى تل سمعان مما أدى إلى معركة ضارية مع المدافعين عن تنظيم داعش واستولت على 10 قرى ومزارع أخرى. وبحلول 19 نوفمبر / تشرين الثاني استولت قوات سوريا الديمقراطية تماما على تل سمعان ودفعت تنظيم داعش تماما من المناطق الريفية المحيطة بها. ومع هذا اعتبرت المرحلة الأولى من الهجوم كاملة.

### الجمود والإعداد للمرحلة الثانية

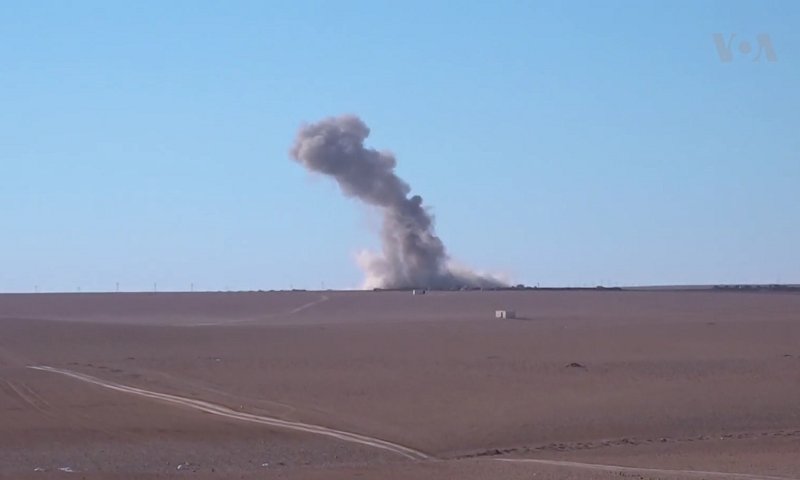
ضربة جوية للقوات الجوية الأمريكية على موقع لتنظيم الدولة الإسلامية (داعش) في شمال الرقة.

كانت أهداف المرحلة الثانية من الهجوم هو فرض حصار كامل على مدينة الرقة. وفي 21 نوفمبر / تشرين الثاني استولت قوات سوريا الديمقراطية على قريتين أخريين بينما شن تنظيم الدولة الإسلامية (داعش) هجوما مضادا بالقرب من تل سمعان. وخلال الأيام القليلة الماضية حاولت قوات سوريا الديمقراطية المضي قدما للسيطرة على القليطة، لكنها لم تتمكن من اختراق خط تنظيم داعش الدفاعى جنوب تل سمعان. وفي 24 نوفمبر / تشرين الثاني توفي جندي أمريكي متأثرا بجراحه التي أصيب بها بعد أن جرح في انفجار عبوة ناسفة بالقرب من بلدة عين عيسى الواقعة إلى الشمال من الرقة.
في 25 تشرين الثاني / نوفمبر تلقى تنظيم الدولة الإسلامية (داعش) التعزيزات من العراق ومن بينهم خبراء متفجرات وأفراد من الجيش العراقي السابقين المنشقين. وفي اليوم التالي شن تنظيم الدولة الإسلامية (داعش) هجوما مضادا، واستعاد أجزاء من قرية القليطة ومحطة ضخ المياه القريبة في حين تمكنت قوات سوريا الديمقراطية من التقدم في محيط القرية. وقيل إن أبوبكر الحكيم وهو أحد قادة تنظيم الدولة الإسلامية (داعش) المرتبط بعملية اطلاق النار في شارلي إيبدو قد قتل في غارة جوية أمريكية في الرقة في 26 تشرين الثاني / نوفمبر. لكن الجيش العراقي ذكر في وقت لاحق في نيسان / أبريل 2017 أنه قد لا يزال على قيد الحياة.
في 27 تشرين الثاني / نوفمبر أعلنت قوات سوريا الديمقراطية عن بدء المرحلة الثانية من الهجوم على الرغم من تأخر ذلك. قتل ما لا يقل عن خمسة مقاتلين من قوات سوريا الديمقراطية في اشتباكات متجددة شمال الرقة في 29 نوفمبر / تشرين الثاني. وفي الوقت نفسه عانى التنظيم من انشقاق اثنين من كبار القادة الذين فروا من الرقة للانضمام إلى جبهة فتح الشام في إدلب. وفي 4 ديسمبر / كانون الأول قتلت غارة جوية من دون طيار في الرقة اثنين من زعماء تنظيم داعش الذين ساعدوا في تسهيل هجمات باريس في نوفمبر / تشرين الثاني 2015 وآخر شارك في هجوم انتحاري في بلجيكا في عام 2015. وبعد ثلاثة أيام قال رئيس حزب الاتحاد الديمقراطي صالح مسلم إن المرحلة الأولى التي تهدف لمحاصرة الرقة قد انتهت تقريبا في حين انضم لواء عربي جديد يضم أكثر من 1000 رجل وامرأة من منطقة الرقة إلى قوات سوريا الديمقراطية كجزء من المرحلة الثانية التي كان من المقرر اطلاقها في 10 ديسمبر. وقد انضم أكثر من 1500 مقاتل عربي تم تدريبهم وتجهيزهم من قبل التحالف المناهض لتنظيم داعش إلى قوات سوريا الديمقراطية للمشاركة في المرحلة الثانية بداية من يوم إطلاقها.

### المرحلة الثانية: عزل الرقة عن ريفها الغربي

#### التقدم الأولي

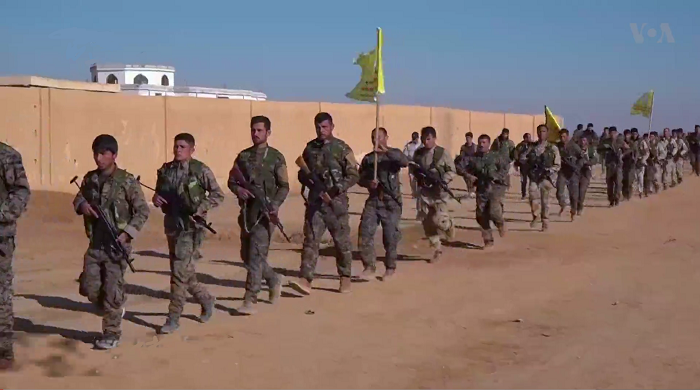
تقدم مقاتلو قوات سوريا الديمفراطية شمال غرب الرقة بعد بدء المرحلة الثانية من الهجوم.

أطلقت قوات سوريا الديمقراطية المرحلة الثانية في 10 ديسمبر بهدف الاستيلاء على ريف الرقة الشمالى الغربى والغربى والوصول في نهاية المطاف إلى سد الطبقة (الفرات) وتأمينه. وفي اليوم ذاته أعلن عن مشاركة مجموعات عربية من قوات سوريا الديمقراطية تتألف من قوات النخبة وجبهة ثوار الرقة ومجلس دير الزور العسكرى الجديد. وخلال اليوم الأول بدأت قوات سوريا الديمقراطية في التقدم جنوبا من سد تشرين واستولت على قرية الكرادي. وأعلنت الولايات المتحدة أنها سترسل 200 جندي إضافي لمساعدة قوات سوريا الديمقراطية. وفي اليوم التالي استولت قوات سوريا الديمقراطية على سبع قرى أخرى من تنظيم داعش. في 12 ديسمبر استولت قوات سوريا الديمقراطية على أربع قرى فضلا عن العديد من القرى جنوب سد تشرين. واستولت قوات سوريا الديمقراطية على خمس قرى خلال اليومين التاليين. وفي 15 ديسمبر / كانون الأول استولت قوات سوريا الديمقراطية على ثلاث قرى ليصل العدد الاجمالى للقرى التي استولى عليها في المرحلة الثانية إلى 20 قرية.
وخلال الأيام الأربعة التالية استولت قوات سوريا الديمقراطية على 20 قرية أخرى ثم وصلت أخيرا إلى بحيرة الأسد مما أدى إلى قطع الحصار غن 54 قرية محاصرة من قبل تنظيم داعش وحصارها. واستجابة لهذه الخسائر الإقليمية بدأ تنظيم الدولة الإسلامية في العراق والشام (داعش) بتنفيذ المزيد من الهجمات الانتحارية ضد قوات سوريا الديمقراطية وكذلك الأهداف المدنية داخل المناطق التي تسيطر عليها قوات سوريا الديمقراطية في محاولة لعرقلة الهجوم. وفي 19 ديسمبر / كانون الأول شن تنظيم الدولة الإسلامية تنظيم داعش هجوما مضادا لاستعادة أربع قرى في ريف شمال غرب البلاد ولكن تم صد الهجوم بعد بضع ساعات. وفي الليلة التالية انسحبت قوات تنظيم داعش إلى حد كبير من القرى ال 54 المحاصرة، مما جعلها تحت سيطرة قوات سوريا الديمقراطية. أعلنت قوات سوريا الديمقراطية أنها استولت على 97 قرية بشكل عام خلال المرحلة الثانية، وبدأت التقدم نحو قلعة جعبر.

#### معركة جعبر

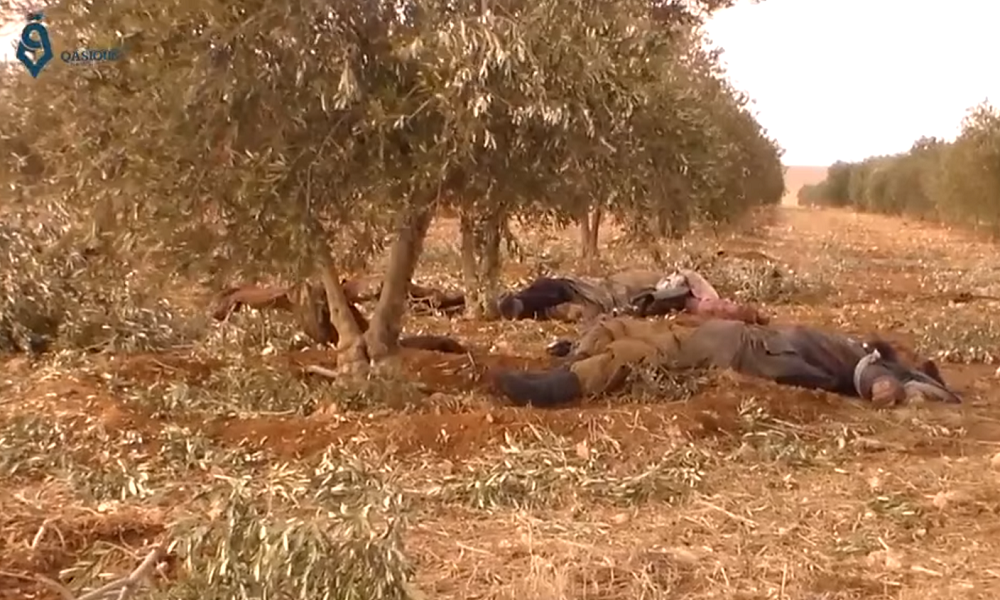
جثث لمقاتلى تنظيم داعش بالقرب من قرية المحمودلي.

في 21 ديسمبر / كانون الأول استولت قوات سوريا الديمقراطية على خمس قرى بالقرب من قلعة جعبر، بما فيها قرية جعبر التي كانت بمثابة مركز تخزين وتوريد الأسلحة الرئيسية لتنظيم الدولة الإسلامية في العراق والشام (داعش) في الريف الشمالي الغربي للرقة. ثم بدأ الائتلاف في التحرك نحو السويدية الصغيرة والسويدية الكبيرة وهي من آخر القرى قبل السيطرة على سد الطبقة. على الرغم من أن هجوم تنظيم داعش المضاد تمكن من استعادة قرية جعبر بعد فترة وجيزة وهاجمت قوات سوريا الديمقراطية مرة أخرى في 23 ديسمبر وتولت السيطرة عليها مرة أخرى في حين استولت أيضا على قرية أخرى. مما دفع تنظيم داعش إلى شن هجوم مضاد آخر في وقت لاحق من ذلك اليوم ورافقه العديد من السيارات المفخخة الانتحارية. ونتيجة لذلك وقعت اشتباكات عنيفة بين مقاتليها وقوات سوريا الديمقراطية في عدة قرى على طول خط المواجهة استمرت حتى الصباح الباكر من 24 كانون الأول / ديسمبر. واضطرت قوات تنظيم الدولة الإسلامية (داعش) في نهاية المطاف إلى الانسحاب بعد أن قصفت قوات سوريا الديمقراطية أولا ثم اقتحمت مواقعها، ثم سيطرت الأخيرة على معظم قرية جعبر وقريتين أخريين على الرغم من استمرار وجود بعض عناصر تنظيم داعش في جعبر.
وتم إجبار تنظيم داعش على الخروج من قرية جعبر الشرقية الاستراتيجية في اليوم التالي، مما أصبحت قوات سوريا الديمقراطية على بعد 5 كم من سد الطبقة (الفرات) وبحلول 26 ديسمبر تمكنت قوات سوريا الديمقراطية أخيرا من تأمين قرية جعبر الرئيسية مع طرد آخر المقاتلين المدافعين عن القرية من تنظيم داعش بعد قتال عنيف. وقام تنظيم داعش بهجوم مضاد على القرية في وقت لاحق من ذلك اليوم مع غارة جوية أمريكية قتلت أبو جندل الكويتي أثناء قيادته الهجوم. وكان الكويتي المعروف أيضا باسم عبد المحسن الزغلان الطريش قائد في تنظيم داعش رفيع المستوى ويقود الدفاع عن منطقة الرقة بأكملها ضد قوات سوريا الديمقراطية. وفي الوقت نفسه أعلنت وكالة أنباء أعماق التابعة لتنظيم (داعش) أن إيمان نعيم تانديل وهو أحد المقاتلين الهنود من تنظيم تنظيم داعش الناشطين في سوريا قد قتل أيضا أثناء القتال بالقرب من جعبر. كما أشاد جناح الإعلام الرسمي لتنظيم تنظيم الدولة الإسلامية (داعش) في وقت لاحق أيضا بإيمان نعيم تانديل.

#### المعركة حول محيط جعبر

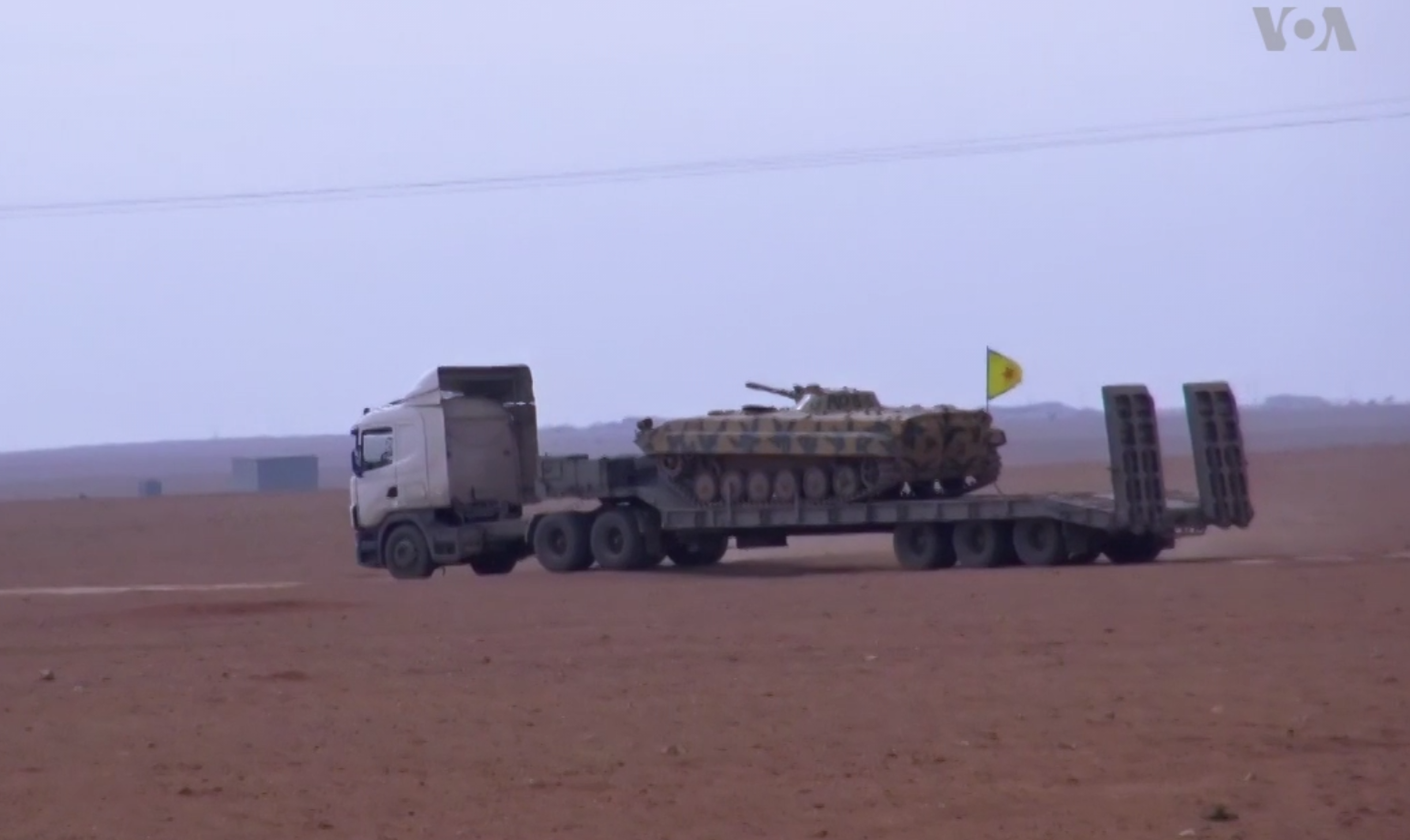
عربة مدرعة من طراز بى ام بى محملة على شاحنة يتم نقلها إلى خط المواجهة بالقرب من المحمودلي في 4 كانون الثاني / يناير.

##### الأسبوع الأول
في 27 كانون الأول / ديسمبر شن تنظيم الدولة الإسلامية في العراق والشام (داعش) هجوما على قرية سيكول في الريف الشمالي ويقال إنه خرق دفاعات قوات سوريا الديمقراطية. وفي اليوم التال أفادت التقارير أن قوات سوريا الديمقراطية استولت على قرية الحجاج بعد يومين من القتال العنيف بينما تم صد هجوم مضاد آخر ضد تنظيم داعش. كما قتل محمود العيساوي أحد كبار مسؤولي تنظيم الدولة الإسلامية في العراق والشام (داعش)، من أجل تمويل قادة الجماعة الذين عملوا أيضا في الدعاية وجمع المعلومات الاستخباراتية في 31 ديسمبر / كانون الأول في غارة جوية شنتها الولايات المتحدة على الرقة. وبعد ثلاثة أيام من القتال العنيف استولت قوات سوريا الديمقراطية على معظم المحمودلى أكبر بلدة في منطقة الجرنية في 1 يناير 2017. وهاجم تنظيم داعش في وقت لاحق في محاولة لاستعادة البلدة. وقالت قيادة قوات سوريا الديمقراطية انه خلال الاشتباكات منذ بدء المرحلة الثانية استولت على 110 قرى، وقتلت 277 مقاتلا من تنظيم داعش، وقبضت على 13عنصر اخرين.
في 1 يناير / كانون الثاني أيضا استأنفت قوات سوريا الديمقراطية هجومها على الجبهة الشمالية وتقدمت على بعد 6 كم جنوب تل سمعان ضد مواقع تنظيم الدولة الإسلامية (داعش). واستولت قوات سوريا الديمقراطية على تسع قرى أخرى في هذه المنطقة خلال الأيام الثلاثة القادمة. وفي الوقت نفسه ومع اقتراب قوات سوريا الديمقراطية من الرقة، فرض تنظيم الدولة الإسلامية (داعش) مزيدا من القيود على الوصول إلى الإنترنت وزيادة الرقابة على مستخدمي الإنترنت في الرقة. وكانت هناك عقوبات قاسية للوصول إلى المواقع الإلكترونية المناهضة لتنظيم الدولة الإسلامية في العراق والشام (داعش) مع وجود وحدة خاصة جديدة داخل مكتب الأمن في تنظيم داعش تبحث عن المجرمين. وتم القبض على العديد من الناشطين عبر الإنترنت في الرقة وتعذيبهم أو إعدامهم.

##### الأسبوع الثاني
وسيطرت قوات سوريا الديمقراطية على قريتين أخريين وقرى أخرى في 5 يناير / كانون الثاني.

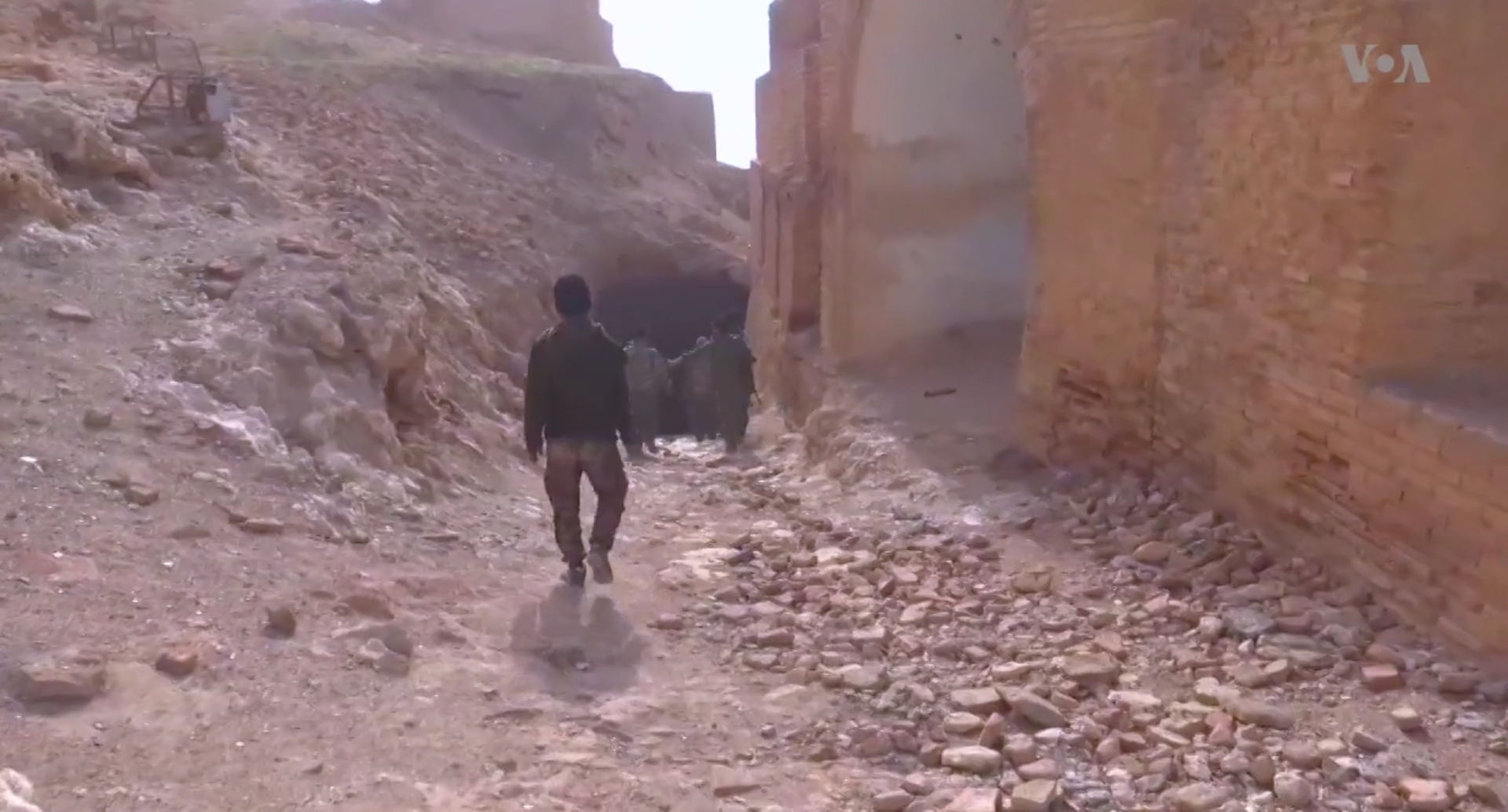
مقاتلين من قوات سوريا الديمقراطية داخل قلعة جعبر. وقام تنظيم داعش ببناء الأنفاق ومستودعات الأسلحة داخل القلعة التي تعود إلى القرون الوسطى.

واستولت قوات سوريا الديمقراطية على قلعة جعبر من تنظيم داعش في 6 يناير. وفي اليوم نفسه أفيد بأن تنظيم داعش نقل 150 سجينا من مدينة الطبقة (الثورة) بسبب الهجوم. وبعدها استولت قوات سوريا الديمقراطية على ثمانى قرى وخمس قرى على جبهة عين عيسى. وفي 7 يناير / كانون الثاني استولت قوات سوريا الديمقراطية على خمس قرى منها السويدية الغربية والسويدية الصغيرة ووصلت إلى ضواحي سد الطبقة (الفرات). استولى تنظيم الدولة الإسلامية (داعش) على السويدية الصغيرة في اليوم التالي لهجوم مضاد في حين قتل زعيم محلي من التظيم في خلال الاشتباكات. وفي الوقت نفسه أفيد بأن تنظيم الدولة الإسلامية قد سحب 150 من مقاتليه نحو مدينة الرقة.
وفي 8 يناير / كانون الثاني 2017 اقتحمت القوات الخاصة الأمريكية قرية الكبر الواقعة بين الرقة ودير الزور مما أسفر عن مقتل ما لا يقل عن 25 من مقاتلي تنظيم داعش في العملية التي استمرت ساعتين. وكان يعتقد أن هدف الولايات المتحدة قد يكون لإنقاذ الرهائن من سجن تنظيم داعش السري في القرية. وبعد الغارة قطعت قوات تنظيم داعش طرق الوصول إلى القرية.
في 9 يناير / كانون الثاني استولت قوات سوريا الديمقراطية على قرية أخرى إلى جانب ثلاث قرى.

##### الاسبوع الثالث
في 10 يناير / كانون الثاني شن تنظيم الدولة الإسلامية في العراق والشام هجوما مضادا واسع النطاق على خط جعبر الأمامي وقيل إنه استعاد عدة مواقع، وكانت مصادر من الجيش السوري الحر مؤيدة لقلعة جعبر وقرية جعبر من بين هؤلاء. وأصدر التنظيم بعد ذلك صورا لمقاتلين من قوات سوريا الديمقراطية المقتولين في حين ادعى أن أكثر من 70 منهم قتلوا في الهجوم المضاد. ومع ذلك أفيد بأن قوات سوريا الديمقراطية ما زالت تسيطر على قرية جعبر وقلة جعبر بعد بضعة أيام.
تم صد هجوم لتنظيم داعش على قرية جيب سهير في محاولة لمقاومة تقدم قوات سوريا الديمقراطية من الشمال وفي اليوم التالى تقدمت قوات سوريا الديمقراطية واستولت على ست قرى حولها. وأعلنت قوات سوريا الديمقراطية في وقت لاحق أن قواتها تتقدم من جبهة عين عيسى وعلى جبهة القادرية مرتبطة في قرية كورمانجو بعد أن استولت على عدة قرى خلال الأيام القليلة الماضية ومحاصرة جيب كبير يتكون من حوالي 45 قرية و 20 قرية صغيرة. وتم القبض عليهم جميعا في اليوم التالي مما أدى إلى اكتساب التحالف حوالي 460 كيلومترا مربعا (180 ميل مربع) من الأراضي. وتم القبض على قرية أخرى من قبل قوات سوريا الديمقراطية في 13 يناير. وفي 15 يناير / كانون الثاني تقدمت قوات سوريا الديمقراطية إلى قرية السويدية الكبيرة بينما شن تنظيم داعش هجوما مضادا واسع النطاق على المحمودلي وقرية مجاورة، مما أسفر عن اشتباكات داخل هذه القرى. وتم صد الهجوم بعد عدة ساعات من القتال. واستولت قوات سوريا الديمقراطية على ثلاث قرى خلال النهار في حين تم الإبلاغ عن أن قرية السويدية الصغيرة أيضا تحت سيطرتها مرة أخرى.

##### الأسبوع الرابع
في 17 كانون الثاني / يناير 2017 أعلنت 28 قبيلة عربية من الرقة عن دعمها للهجوم وشجعت السكان المحليين على الانضمام إلى قوات سوريا الديمقراطية.
هاجمت قوات سوريا الديمقراطية قرية السويدية الكبيرة في اليوم التالي مما أدى إلى اشتباكات عنيفة في القرية. وفي الوقت نفسه أعلن أن حوالي 2500 مقاتل محلي انضموا إلى الهجوم منذ بدايته. وفي 19 يناير / كانون الثاني شن تنظيم الدولة الإسلامية في العراق والشام هجوما مضادا على السويدية الصغيرة مدعوما بقذائف الهاون والمدافع الرشاشة الثقيلة، مما أسفر عن مقتل أو إصابة العديد من مقاتلي وحدات حماية الشعب الكردية. وعلى الرغم من ذلك، حققت قوات سوريا الديمقراطية مزيدا من التقدم في اليوم التالى واستولت على قرية وتقدمت ضد العديد من القرى الأخرى التي تسيطر عليها تنظيم داعش. وهاجمت قوات سوريا الديمقراطية مرة أخرى السويدية الكبيرة في 20 كانون الثاني / يناير ووصلت إلى أطراف القرية، واستولت عليها في 22 كانون الثاني / يناير بعد اشتباكات عنيفة بدعم من القوات الخاصة الأمريكية.

#### غارة سد الطبقة (الفرات) - استمرار تقدم قوات سوريا الديمقراطية على المحور الشمالى للرقة

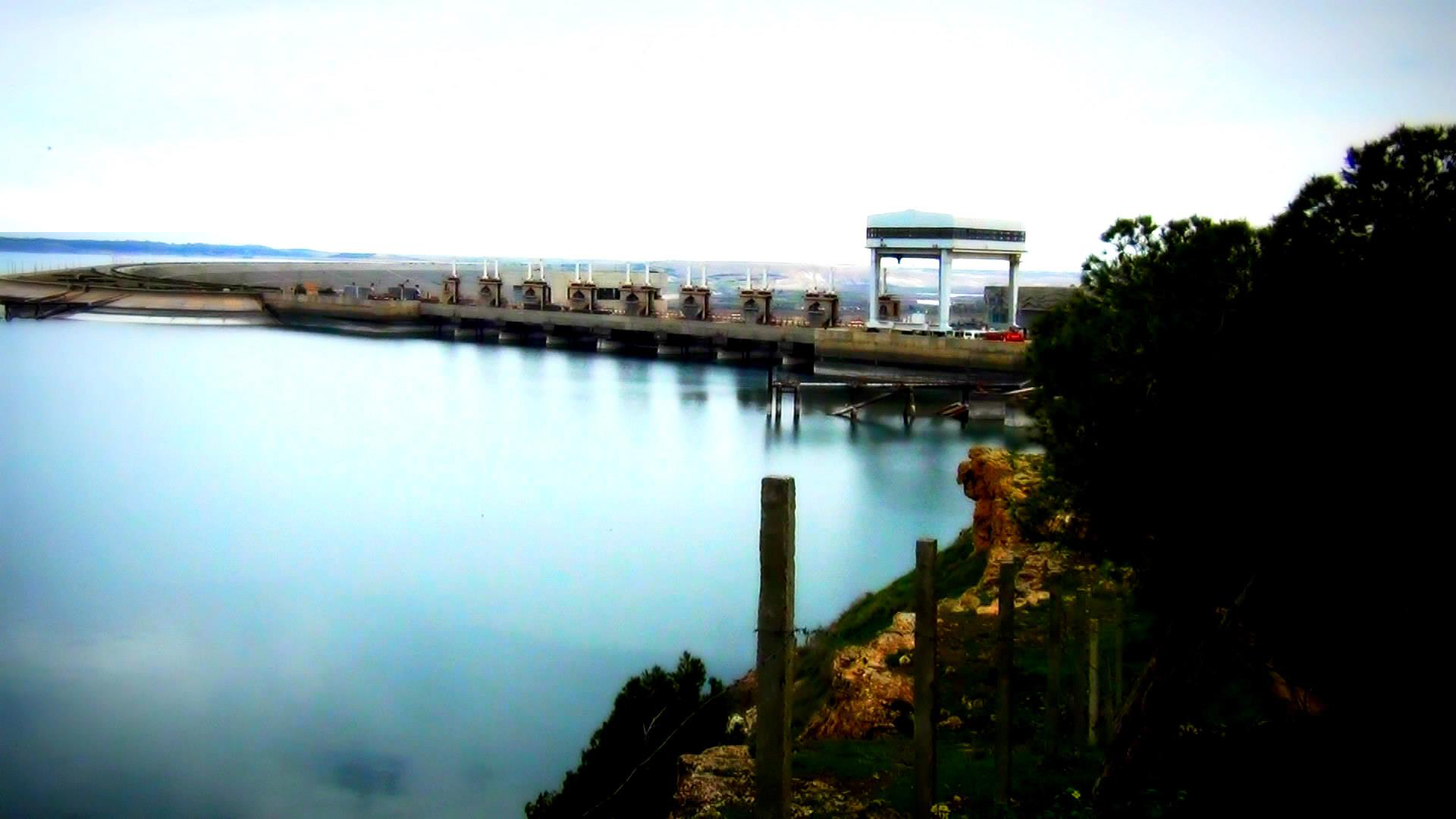
سد الطبقة عام 2014.

في أواخر كانون الثاني / يناير 2017 أفيد بأن عددا من مقاتلي تنظيم داعش يختبئون داخل هيكل سد الطبقة (الفرات) بما في ذلك كبار قادة المسلحين الذين كانوا «سجناء مهمين جدا» مطلوبين من قبل الولايات المتحدة وعدة بلدان أخرى، من أجل ردع وهو هجوم محتمل بقيادة الولايات المتحدة عليها.
في 23 كانون الثاني / يناير بدأت قوات سوريا الديمقراطية تتقدم على سد الطبقة (الفرات) مما حث تنظيم الدولة الإسلامية على فتح توربيناته لرفع مستويات مياه نهر الفرات. واعتبر ذلك محاولة لعرقلة تقدم القوات التي يقودها الأكراد وتكتيك التخويف وتسبب في ارتفاع منسوب مياه نهر الفرات إلى أعلى مستوى له منذ 20 عاما، مما أدى إلى تسجيل فيضانات في اتجاه النهر. بالتزامن مع ذلك أفادت مصادر مؤيدة لقوات سوريا الديمقراطية أن القوات الخاصة الأمريكية ووحدات قوات سوريا الديمقراطية شنت غارة ضد الثورة عبر النهر. وبحلول 24 كانون الثاني / يناير تمكنت قوات سوريا الديمقراطية من الاستيلاء على أجزاء من البلدة، وبدأت قوات قوات سوريا الديمقراطية التقدم نحو السد بالعمل نحو غرف التحكم في سد الطبقة (الفرات) في الجزء الجنوبي من السد في محاولة لوقف التدفق الهائل للمياه الذي أفرج عنه تنظيم داعش. ومع ذلك تم الدفاع عن مدخل غرف التحكم في السد بشكل جيد جدا، ومع استمرار خطر الفيضانات الكارثية انسحبت قوات سوريا الديمقراطية والقوات الأمريكية من كل من سد الطبقة (الفرات) ومدينة الطبقة (الثورة) وبعدها أغلقت تنظيم داعش توربينات السد مرة أخرى.
خلال الأيام الثلاثة التالية شن تنظيم الدولة الإسلامية (داعش) مرارا وتكرارا هجمات مضادة شرسة ضد مواقع قوات سوريا الديمقراطية في الريف الغربي والشمالي. تمكن التنظيم من استعادة الأرض في المنطقة المحيطة بالسد ولكن تم صد الهجوم في وقت لاحق.

### الإعداد للمرحلة الثالثة

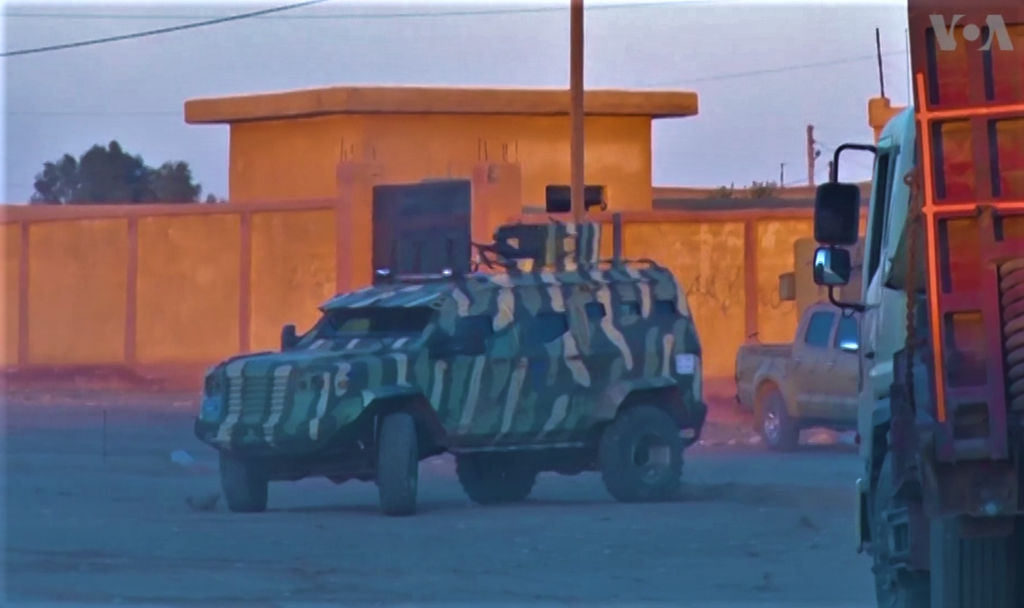
ناقلة جنود مدرعة تابعة لقوات سوريا الديمقراطية في شباط / فبراير 2017 وهي واحدة من عدة ناقلات جنود مدرعة كانت قد وفرتها الولايات المتحدة إلى قوات سوريا الديمقراطية.

في 31 كانون الثاني / يناير 2017 تلقت قوات سوريا الديمقراطية عددا من ناقلات الجنود المدرعة التي قدمتها الولايات المتحدة. وقال المتحدث باسم قوات سوريا الديمقراطية ان الاستعدادات لمرحلة جديدة من العملية مستمرة وأن المرحلة الثالثة ستبدأ خلال بضعة أيام. وفي الوقت نفسه أعلن زعيم تيار الغد السوري التي تتزعمها قوات الدفاع عن الديمقراطية وجناحها شبه العسكري أحمد الجربا أن 3000 مقاتل عربي تحت قيادته كانوا يتدربون على يد القوات الخاصة الأمريكية التي سيتم نشرها في معركة الرقة ضد تنظيم داعش.
في ليلة 3-2 شباط / فبراير استهدفت الغارات الجوية الكثيفة التي استهدفت عدة جسور في مدينة الرقة أو بالقرب منها وتدميرها فضلا عن خطوط أنابيب المياه المحلية وتركت المدينة بدون مياه شرب. وفي الوقت نفسه تقدمت قوات سوريا الديمقراطية ضد قرية القليطة في الريف الشمالي والتي كان التحالف قد هاجمها في نوفمبر / تشرين الثاني. وتمكنت أطقم الصيانة التابعة لتنظيم داعش من إصلاح خطوط الأنابيب خلال 3 فبراير، واستعادة إمدادات المياه من الرقة. وفي 3 فبراير / شباط أكمل 251 مقاتلا عربيا في الحسكة تدريبهم وانضموا إلى قوات سوريا الديمقراطية.

### المرحلة الثالثة: عزل الرقة عن ريفها الشرقي

#### الضغط على الجنوب

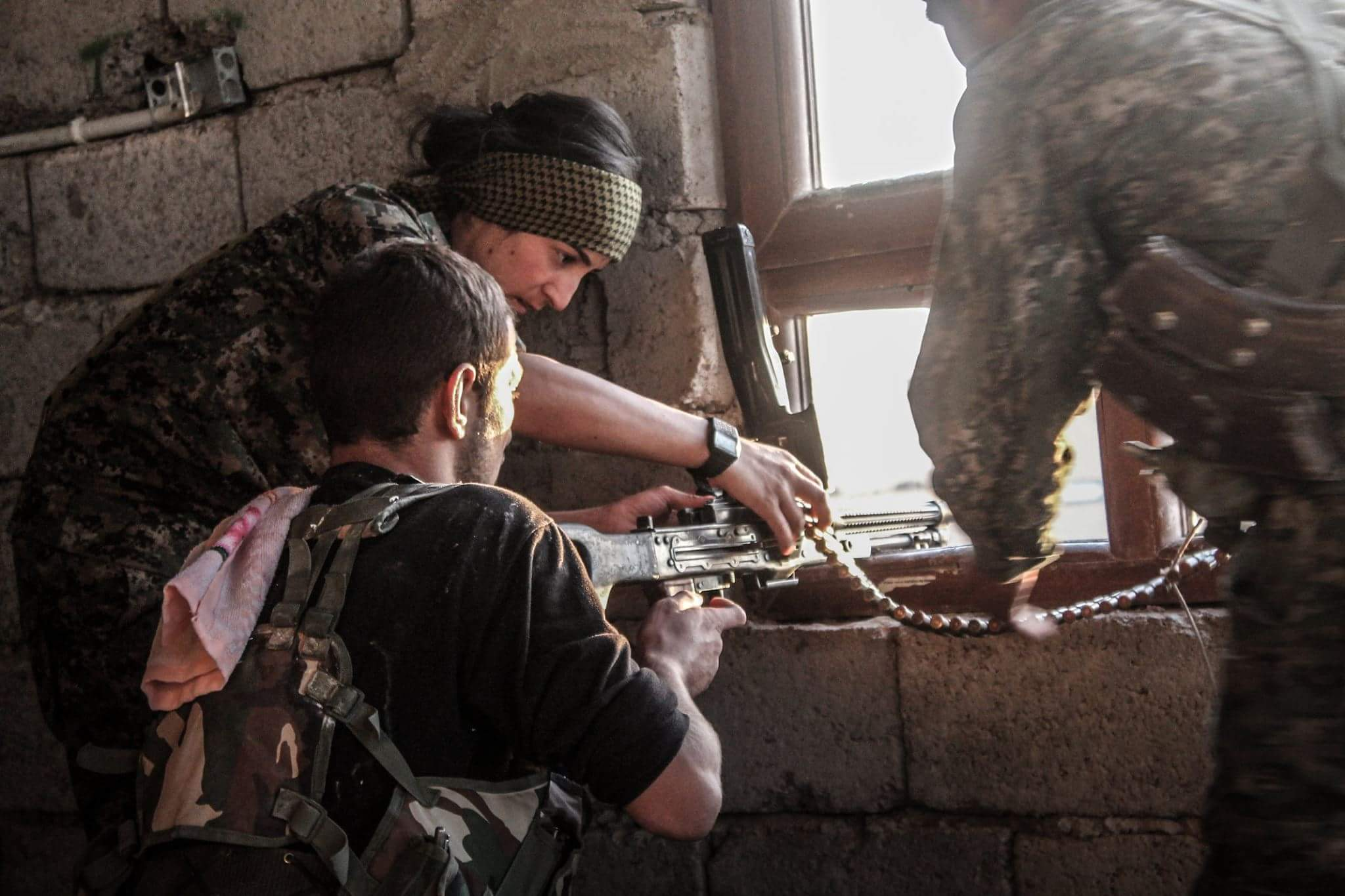
مقاتلين من وحدات حماية الشعب الكردية ومن وحدات حماية المرأة الكردية أثناء القتال.

في 4 فبراير / شباط أعلنت قوات سوريا الديمقراطية عن المرحلة الثالثة من الهجوم، بهدف الاستيلاء على ريف الرقة الشرقي وفصل مدينة الرقة عن قوات تنظيم داعش في دير الزور على الرغم من أن العمليات في الغرب والشمال ستستمر في وقت واحد. واستولت قوات سوريا الديمقراطية على قرية وثلاثة قرى إلى الشمال الشرقي من الرقة في وقت لاحق من ذلك اليوم حيث تم الإبلاغ عن اشتباكات في القلعة وبئر سعيد في حين أكمل 750 مقاتلا عربيا التدريب وانضموا إلى قوات سوريا الديمقراطية. وفي اليوم التالي استولت القوات التي يقودها الأكراد على قريتين أخريين مع قرية صغيرة ومزرعتين وحاصرت بئر سعيد بينما ضربت الغارات الجوية المكثفة عدة أهداف لتنظيم الدولة الإسلامية (داعش) في مدينة الثورة (الطبقة). وتم السيطرة على بئر سعيد جنبا إلى جنب مع قرية أخرى في نهاية المطاف من قبل قوات سوريا الديمقراطية في 6 فبراير. وبالإضافة إلى هذه القرى استولت قوات سوريا الديمقراطية أيضا على خمس قرى أخرى على جبهتين. وأحرزت قوات سوريا الديمقراطية مزيدا من التقدم، حيث استولت على ثلاث قرى أخرى في 7 فبراير. في أوائل شباط / فبراير 2017 دمرت الغارات الجوية التي تقودها الولايات المتحدة على جزء كبير من طريق دير الزور الرقة السريع، مما أدى إلى تقليصها إلى طريق حصى في ملف واحد في بعض المواقع، حيث قامت قوات سوريا الديمقراطية بدوريات في مناطق أخرى حول حقول الألغام لمنع تنظيم داعش من تعزيز خطوط دفاعه حول مدينة الرقة. وبحلول هذه النقطة فإن جميع الجسور الخمسة المؤدية إلى الرقة تقريبا قد دمرت إما من قبل التحالف الذي تقوده الولايات المتحدة أو من قبل تنظيم الدولة الإسلامية (داعش) مع استثناءات فقط هي سد الطبقة (الفرات) وسد البعث غرب مدينة الرقة.
مع استمرار هذه التطورات استجاب تنظيم الدولة الإسلامية (داعش) من خلال شن عدة هجمات مضادة ناجحة ضد قرية السويدية الكبيرة وغيرها من المناطق الاستراتيجية التي استولت عليها قوات سوريا الديمقراطية. وفي 8 و 9 شباط / فبراير تقدمت قوات سوريا الديمقراطية على خط المواجهة الشمالية والشمالية الشرقية واستولت على عدة قرى وحاصرت ميزيلا وهي معقل استراتيجى كبير لتنظيم الدولة الإسلامية (داعش) في الريف الشمالى. وقد وضعهم على بعد 11 كيلومترا من الرقة. واستولت قوات سوريا الديمقراطية على ميزيلا في اليوم التالي. وتجمعت جبهات قوات التحالف في 11 شباط / فبراير حيث استولت أيضا على قريتين وصوامع من القمح إلى الشمال من الرقة خلال اليوم؛ وفي اليوم التالي حاولت قوات سوريا الديمقراطية عبور نهر البليخ شمال شرق الرقة، مما أدى إلى قتال عنيف مع المدافعين المحليين من تنظيم داعش. وفي 12 شباط / فبراير أفادت التقارير أن هجوما مضادا واسع النطاق نفذه تنظيم الدولة الإسلامية في العراق والشام (داعش) نجح في استعادة السويدية الكبير وأربعة قرى أخرى مجاورة. ومع ذلك نفت مصادر مؤيدة لوحدات حماية الشعب الكردية هذه التقارير. وقد نفذ تنظيم داعش هجوما مضادا آخر إلى الشمال الشرقي من الرقة حيث تقدمت قوات سوريا الديمقراطية، مما أدى إلى اشتباكات عنيفة بين الجانبين. واستمرت الاشتباكات خلال الأيام القليلة القادمة. وفي 16 فبراير / شباط أكمل 165 مقاتلا إضافيا من قوات سوريا الديمقراطية التدريب وانضموا إلى الهجوم.

#### الاستيلاء على الريف الشرقي

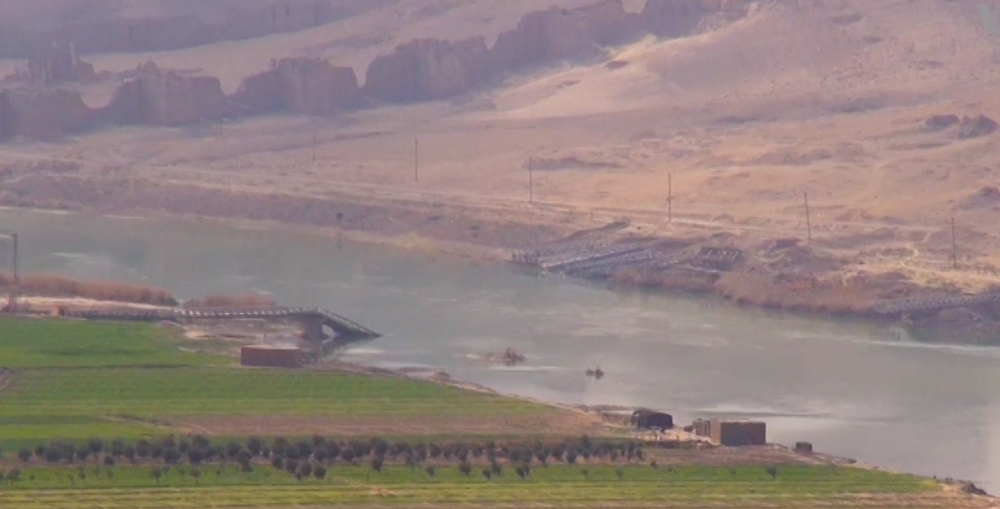
جسر مدمر فوق نهر الفرات في محافظة دير الزور. ونتيجة لقصف من طائرات التحالف الدولى فضلا عن تفجيرات لتنظيم داعش وقد دمرت معظم الجسور عبر النهر.

في 17 شباط / فبراير 2017 أعلنت قوات سوريا الديمقراطية عن إطلاق المرحلة الثانية من المرحلة الثالثة التي تهدف إلى الاستيلاء على الريف الشرقي من الرقة بالقرب من محافظة دير الزو ربالاشتراك مع قيادة مجلس دير الزور العسكري في العملية. وفي اليوم نفسه استولت قوات سوريا الديمقراطية على قريتين من تنظيم داعش إلى الشمال من دير الزور، وتقع على بعد 6 كيلومترات (3.7 كم) شمال شرق الرقة، بينما قامت القوات الجوية الروسية بضربات جوية على قوات تنظيم داعش في مدينة الرقة للمرة الثانية منذ دخولها الحرب. وفي اليوم التالي استولت قوات سوريا الديمقراطية على قرية أخرى إلى الجنوب الغربي من جبهة مكمان (شمال دير الزور)، بالإضافة إلى قرية أخرى قرب الرقة. وفي 18 شباط / فبراير اقتحمت قوات سوريا الديمقراطية سجنا على بعد بضعة كيلومترات شمال شرق الرقة وأطلقت سراح بعض السجناء. ثم استولوا على ثلاث قرى في ريف دير الزور الشمالي. وفي اليوم التالي، استولت قوات سوريا الديمقراطية على خمس قرى شرق الرقة. وفي 20 شباط / فبراير استولوا على أربع قرى على جبهة مكمان، بما في ذلك قرية صبحا شير الاستراتيجية، فضلا عن محطة إشارة لشبكة سيريتل للتليفون المحمول، مما أدى إلى قطع الطريق بين مكمان والرقة وحصار ثلاث قرى محتلة من قبل تنظيم الدولة الإسلامية (داعش). وعلاوة على ذلك، سيطرت قوات سوريا الديمقراطية على جسر كبير فوق نهر البليخ على الجبهة الغربية.
في 21 فبراير / شباط، استولت قوات سوريا الديمقراطية على قريتين على جبهة مكمان والآخرة بالقرب من الرقة. واعتدى تنظيم الدولة الإسلامية (داعش) في وقت لاحق مرة أخرى على السويدية الكبيرة غن طريق مهاجمتها من ثلاث جبهات مما أدى إلى قتال شديد حولها. وواصلت قوات سوريا الديمقراطية التقدم في الريف الشرقى من الرقة في 22 فبراير الماضى واستولت على ثلاث قرى ودمج الجبهات في مكمان وبير حيبى. وأعلن أحد قادة قوات وحدات حماية الشعب الكردية أن قوات سوريا الديمقراطية قطعت الطريق إلى الرقة ودير الزور. وذكرت قوات سوريا الديمقراطية أنها دخلت محافظة دير الزور لأول مرة في الهجوم. وفي اليوم التالي استولوا على ست قرى و 16 مزرعة.

#### فتح جبهة جديدة
في 24 فبراير / شباط استولت قوات سوريا الديمقراطية على أربع قرى على جبهة مكمان وثلاثة أخرى على الجبهة الرابعة إلى الشمال الشرقي من دير الزور. واستولوا على قرية أبو خشاب الاستراتيجية في وقت لاحق من ذلك اليوم. وفي 25 فبراير استولوا على ثلاث قرى أخرى على الجبهة الرابعة.
في 26 شباط / فبراير قامت غارة جوية أمريكية بالقرب من سد الطبقة (الفرات) بتدمير مرفق حكومي سابق كان يستخدمه تنظيم الدولة الإسلامية (داعش). وأدى الغارة الجوية إلى مزيد من الخوف حول بناء السد من احتمال زعزعة استقرار السد أو تدميره أثناء القتال. وفي وقت لاحق من ذلك اليوم أفيد بأن قوات سوريا الديمقراطية استولت على قرية الكبر الواقعة على الضفة الشمالية للفرات بريف دير الزور، مما زاد من تشديد الحصار على الرقة. وفي 28 شباط / فبراير أفيد بأن التحالف الذي تقوده الولايات المتحدة دمر قاعدة الطبقة الجوية بالكامل في غارة جوية.
في 27 شباط / فبراير شملت الخطة التي قدمها البنتاغون إلى الرئيس الأمريكي ترامب لتسريع المعركة ضد تنظيم الدولة الإسلامية (داعش) بشكل ملحوظ زيادة كبيرة في مشاركة الولايات المتحدة في حملة الرقة مع إمكانية قيام الولايات المتحدة بزيادة وجودها البري على جبهة الرقة إلى 4000 -5500 جندي.

#### التقدم إلى طريق الرقة - دير الزور السريع

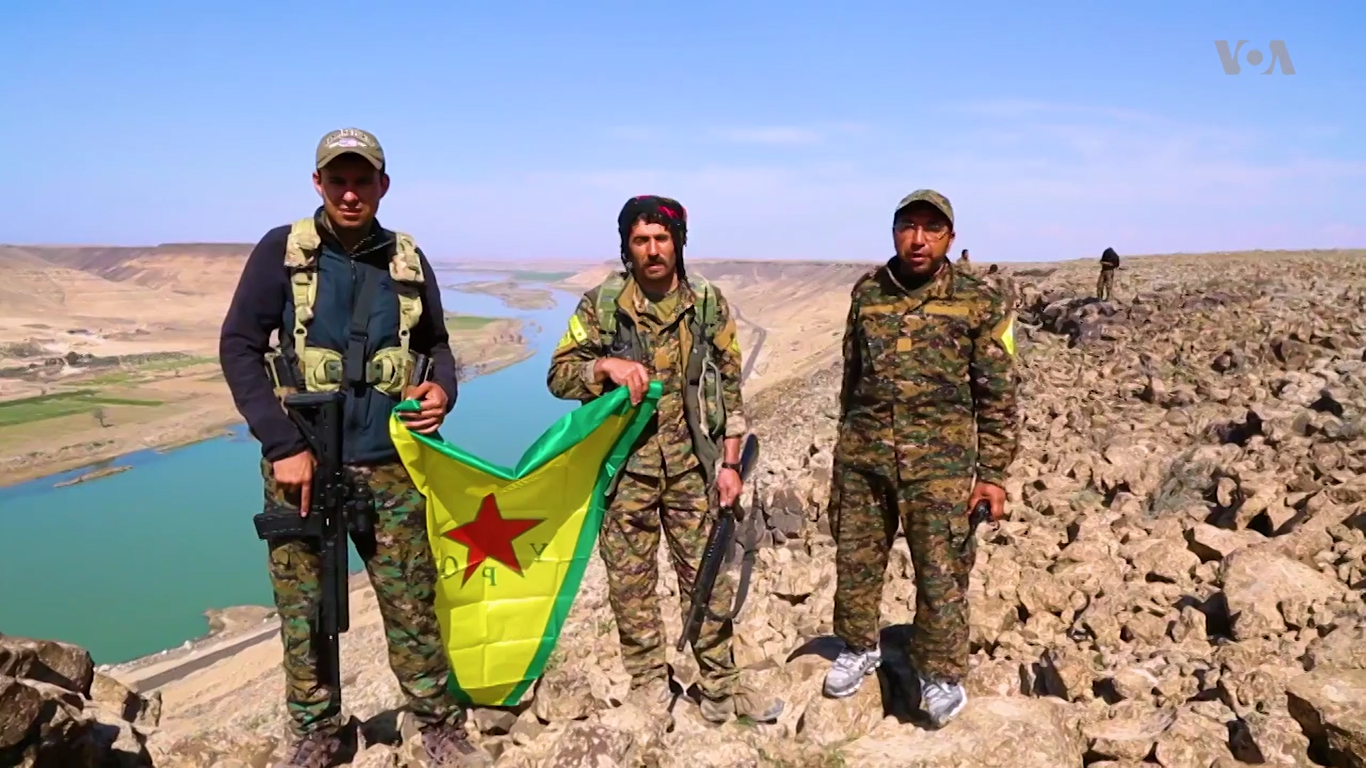
مقاتلو من وحدات حماية الشعب الكردية و قوات سوريا الديمقراطية على ضفة نهر الفرات شرق الرقة.

استؤنف الهجوم في 5 آذار / مارس حيث استولت قوات سوريا الديمقراطية على ما لا يقل عن سبع قرى و 15 قرية صغيرة شمال شرق نهر الفرات شرق الرقة. وقد تم إيقاف الهجوم سابقا بسبب سوء الاحوال الجوية وفقا لقوات سوريا الديمقراطية. وكانت المنطقة التي استولت عليها قوات سوريا الديمقراطية في ذلك اليوم تقدر مساحتها بحوالي 19 كيلومترا مربعا، وقتل نحو 32 من مقاتلي تنظيم داعش في الاشتباكات. وبعد مزيد من التقدم في 6 آذار / مارس قطعت قوات سوريا الديمقراطية الطريق السريع بين الرقة ودير الزور، وهو آخر طريق خارج المدينة ووصلت إلى نهر الفرات. واستولت قوات سوريا الديمقراطية على ست قرى وقاعدة الكبر العسكرية (منشأة نووية سابقة) وجسر الزلابية خلال النهار. وفي 8 مارس / آذار سيطرت قوات سوريا الديمقراطية على تلة غرب منكسر الاستراتيجية في الريف الشرقى بينما تم نشر عناصر من قوات المشاة البحرية الأمريكية من الكتيبة الحادية عشرة إلى شمال سوريا وتم جلب معهم بطارية مدفعية من طراز M777 من مدافع الهاوتزر لدعم الهجوم على الرقة. وفي الوقت نفسه تمكن نحو 150 من مقاتلي تنظيم داعش من الخروج من حماة ودير الزور لتعزيز الرقة عبر عبورهم لنهر الفرات، على الرغم من الحصار الجزئي الذي فرضته قوات سوريا الديمقراطية على المدينة.
في 9 آذار / مارس استولت قوات سوريا الديمقراطية على شرق تلة منكسر الاستراتيجية واستولت على ثلاث قرى على جبهتين مختلفتين. وتم القبض على قريتين، بما في ذلك كوبار الواقعة إلى الشرق الأقصى من الرقة وواحدة بالقرب من الرقة. كما انضم 244 مقاتلا عربيا من ريف الرقة إلى قوات سوريا الديمقراطية خلال النهار، من أجل حماية شعوب المنطقة. وفي اليوم التالي استولت قوات قوات سوريا الديمقراطية من جبهة أبو خشاب على ثلاث قرى منها اثنان بالقرب من كوبار. وفي 12 مارس / آذار استولت قوات سوريا الديمقراطية على قرية خاس عجيل، إلى الجنوب الشرقي من الرقة على جبهة أبو خشاب، في حين واصل تنظيم الدولة الإسلامية (داعش) شن هجمات مضادة متكررة في المنطقة، في محاولة لصد تقدم قوات سوريا الديمقراطية. وفي الوقت نفسه دخل 230 مقاتلا من تنظيم داعش الرقة لتعزيز المدينة.
في 14 مارس / آذار استولت قوات سوريا الديمقراطية على قرية خاس هيبال، وكذلك صوامع حبوب الكليب على طول طريق الرقة دير الزور السريع. وقالت متحدثة باسم قوات سوريا الديمقراطية إن الرقة أصبحت معزولة. وتقدمت قوات سوريا الديمقراطية السيطرة في اتجاه المنطقة البرية التي يستخدمها تنظيم داعش للاتصال بأراضيه في الشرق وتمتد من الكوبار إلى الضفة الشمالية للفرات ويصل طول المسافة إلى حوالى 30 كم (19 ميل). استولت قوات سوريا الديمقراطية على صوامع حمد عساف و قرية الكليب في اليوم التالى. كما تم السيطرة على قرية حمد عساف. وفي 17 آذار / مارس ذكر قائد وحدات حماية الشعب الكردية أن قوات سوريا الديمقراطية تعتزم اقتحام مدينة الرقة في نيسان / أبريل 2017، وأن وحدات حماية الشعب الكردية ستشارك في الهجوم على الرغم من المعارضة الشرسة من جانب الحكومة التركية. ومع ذلك نفى المتحدث باسم البنتاغون جيف ديفيس أن أي قرار بشأن متى وكيف سيتم تنفيذ الهجوم على مدينة الرقة. وفي الوقت نفسه استمرت الاشتباكات حول خاس عجيل.

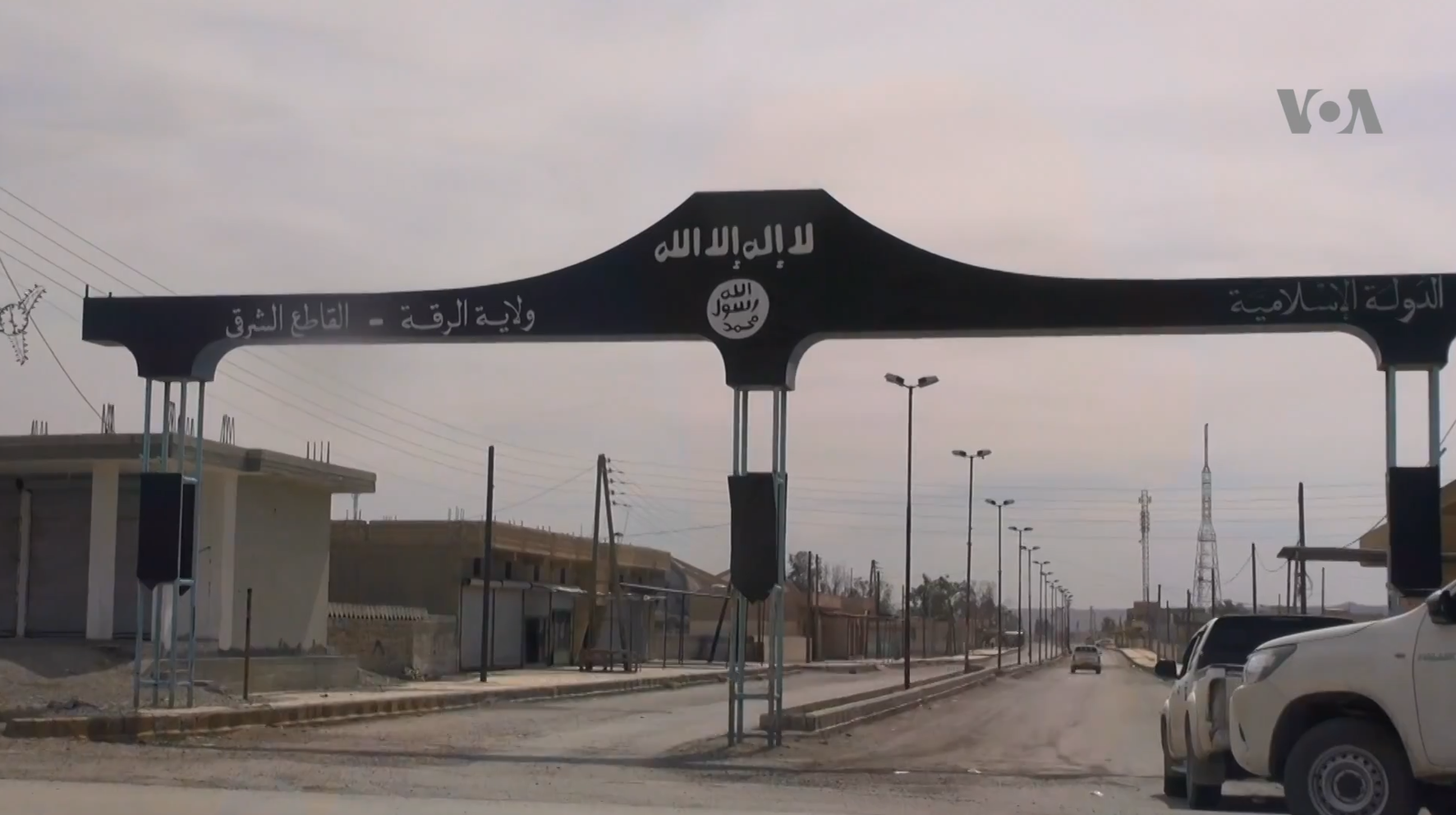
بلدة الكرامة بعد أن استولت عليها قوات سوريا الديمقراطية عليها من تنظيم داعش.

وقعت اشتباكات عنيفة في بلدة الكرامة شرق الرقة، في 19 مارس. وفي اليوم التالي استولت قوات سوريا الديمقراطية على الكرامة، جنبا إلى جنب مع قرية جركا فضلا عن محطة قطار ومحطة ضخ المياه القريبة. وفي 21 آذار / مارس أفيد بأن قوات سوريا الديمقراطية استولت على عساف في الريف الشرقي من جبهة أبو خشاب. وتمت السيطرة على قرية أخرى في 22 مارس على جبهة أبو خشاب. وفي الوقت نفسه، قال المرصد السوري لحقوق الإنسان و حملة الرقة تذبح في صمت أن الغارات الجوية للتحالف ضربت مدرسة تستخدم كمأوى للنازحين في قرية إلى الغرب من الرقة في 20 مارس. وذكر المرصد السوري لحقوق الإنسان أن 33 مدنيا قتلوا في الغارات الجوية في حين ذكرت حملة الرقة تذبح في صمت أنه لم يعرف ما حدث للعائلات الخمسين التي كانت هناك. واستمرت قوات سوريا الديمقراطية في التقدم في ريف الرقة الشرقي في 23 آذار / مارس واستولت على قريتين أخريين على جبهة أبو خشاب مما سمح لهم بالسيطرة على جيب صغير لتنظيم الدولة الإسلامية (داعش). وفي 24 مارس / آذار سيطرت قوات سوريا الديمقراطية على قريتين أخريين في الريف الشرقي من الرقة.

### معركة ريف الطبقة وغيرها من التطورات

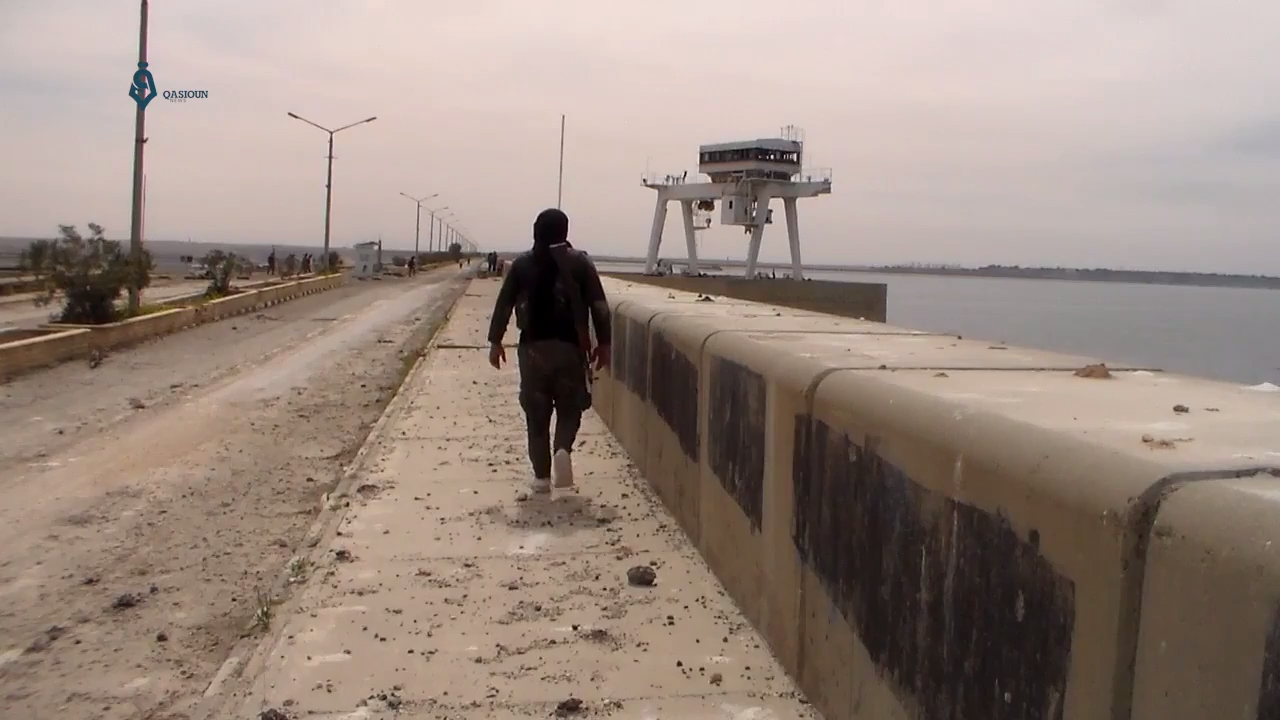
مقاتلي قوات سوريا الديمقراطية بالقرب من سد الطبقة في 27 مارس.

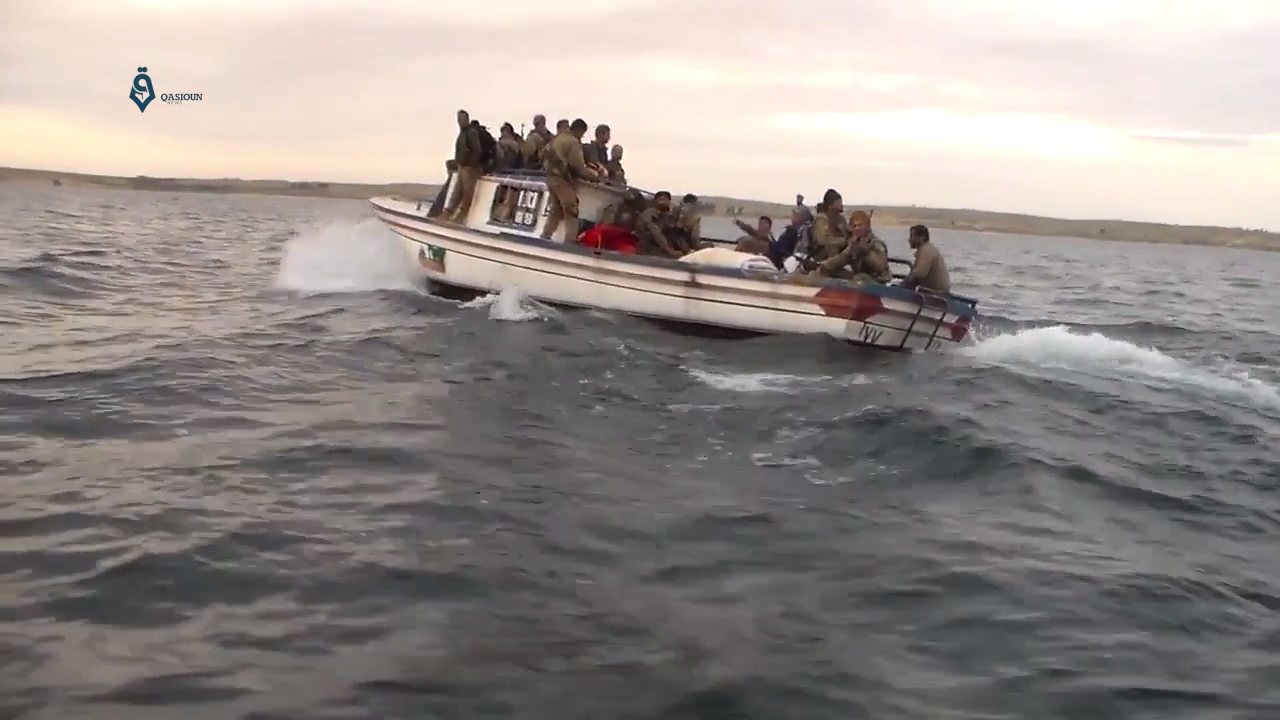
قارب يحمل مقاتلي قوات سوريا الديمقراطية عبر بحيرة الأسد في 9 أبريل 2017.

في 22 آذار / مارس شنت قوات سوريا الديمقراطية هجوما للاستيلاء على سد الطبقة (الفرات) ومدينة الثورة (الطبقة) وقاعدتها الجوية. وتم نقل خمسمائة مقاتل من قوات سوريا الديمقراطية وخمسمائة من القوات الخاصة الأمريكية من خلال طائرات هليكوبتر تابعة للجيش الامريكى عبر نهر الفرات وبحيرة الاسد وتم اسقاطهم في شبه جزيرة شرفا غربى مدينة الثورة (الطبقة). ودعم الهجوم من خلال المدفعية من مشاة البحرية الأمريكية، فضلا عن الدعم الجوي. كما أسقطت قوات سوريا الديمقراطية والقوات الأمريكية أيضا على جزيرة الجزيرة (أو شبه الجزيرة) إلى الغرب من سد الطبقة، واستولت عليها أيضا. وتم السيطرة على أربع قرى جنوب غرب الطبقة في الهجوم، بما في ذلك أبو هريرة والمشيرفة والكرين والجامين. وتقدمت قوات سوريا الديمقراطية باتجاه مدينة الثورة (الطبقة) حيث أسقطت منشورات وطلبت من السكان البقاء في الداخل وتجنب الاشتباك ضد تنظيم داعش في الوقت الراهن. كما تم إسقاط هذه النشرات في مدينة الرقة. وأعلن المتحدث باسم التحالف ضد تنظيم داعش أن هذا التقدم قطع الطريق السريع الذي يربط بين محافظات حلب ودير الزور والرقة. وأضاف أن حوالي 75-80٪ من القوة المهاجمة تتألف من مقاتلين عرب، والباقي من الأكراد. وذكرت قوات سوريا الديمقراطية أن هذا التقدم كان يهدف أيضا إلى منع أي تقدم على الرقة من قبل الجيش العربي السوري من الغرب.
وفي اليوم نفسه اقتحمت قوات سوريا الديمقراطية والقوات الأمريكية سد الطبقة، مما اثار اشتباكات مكثفة مع قوات تنظيم داعش. وقال مسؤولون أمريكيون إن الأمر قد يستغرق عدة أسابيع للاستيلاء على سد الطبقة ومدينة الثورة (الطبقة) والريف المحيط بها من تنظيم الدولة الإسلامية. وأفيد بأن الغارات الجوية التي شنتها قوات التحالف على مدينة الطبقة (الثورة) قتلت حوالي 25 مدنيا. وفي 23 مارس / آذار وزعت بعض التقارير المبكرة أن قوات سوريا الديمقراطية استولت على سد الطبقة (الفرات) من تنظيم الدولة الإسلامية (داعش) بعد الاشتباك مع قوات تنظيم داعش لبضع ساعات. إلا أن هذه التقارير لم تؤكدها مصادر أخرى، حيث لم تؤكد قوات سوريا الديمقراطية أو القيادة المركزية الأمريكية السيطرة على سد الطبقة وذكرت شبكة روداو الكردية أن قوات سوريا الديمقراطية مازالت تستعد للاستيلاء عليها. وقال المتحدث باسم قوات سوريا الديمقراطية طلال سيلو خلال النهار انهم ما زالوا يتقدمون للسيطرة على السد والمدينة ويتوقعون مهاجمة السد قريبا. وفي وقت لاحق من اليوم نفسه أفيد بأن تنظيم الدولة الإسلامية (داعش) يعيد نشر عدد كبير من المقاتلين أتوا من محافظة دير الزور إلى مدينة الطبقة (الثورة) والرقة، من أجل تعزيز تلك الجبهات. ونفت وكالة أنباء أعماق التبعة للتنظيم في وقت لاحق من أن تنظيم الدولة الإسلامية (داعش) في وقت لاحق أن قوات سوريا الديمقراطية قد استولت على سد الفرات (الطبقة).

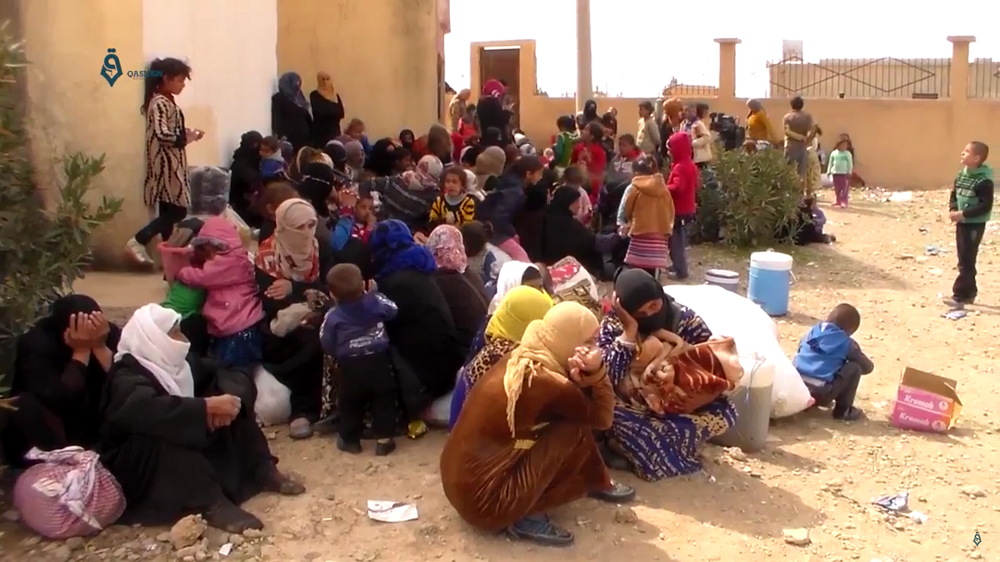
اللاجئون من مدينة الثورة (الطبقة) الذين فروا من القتال بين قوات سوريا الديمقراطية و تنظيم داعش.

في 24 مارس / آذار أعلنت المتحدثة باسم قوات سوريا الديمقراطية جيهان شيخ أحمد أنهم وصلوا إلى سد الطبقة(الفرات) ويقاتلون تنظيم داعش عند مدخلها. وكان الهجوم على السد يقوده مقاتلو قوات سوريا الديمقراطية الذين تدعمهم قوات العمليات الخاصة التابعة للولايات المتحدة. ووفقا لتقارير سابقة، فإن قوات سوريا الديمقراطية وحلفائها قد سيطرت على محيطها الخارجي مع استمرار المعركة من أجل وسطها. وفي اليوم نفسه أفيد أيضا بأن قوات سوريا الديمقراطية استولت على 8 قرى إلى الجنوب الغربي من مدينة الثورة (الطبقة). وفي اليوم نفسه تقدمت قوات سوريا الديمقراطية نحو قاعدة الطبقة الجوية مما أدى إلى وقوع اشتباكات في المنطقة المجاورة. وفي الوقت نفسه قالت وكالة أعماق التابعة للتنظيم إن قوات سوريا الديمقراطية انسحبت من سد الفرات (الطبقة).
في 26 آذار / مارس استولت قوات سوريا الديمقراطية على قريتين إلى الشرق من مدينة الثورة (الطبقة). وأفيد أيضا بأن تنظيم الدولة الإسلامية قام بقصف المناطق المحيطة بسد الطبقة (الفرات) بأسلحة ثقيلة. وفي اليوم نفسه ادعى تنظيم الدولة الإسلامية في العراق والشام (داعش) أن سد الطبقة (الفرات)على وشك الانهيار وأن جميع بوابات تصريف المياه قد أغلقت. وأفيد بأن السد أصبح غير قابل للتشغيل وهو ما ادعاه تنظيم داعش أنه نتيجة لقصف التحالف والقصف المدفعي على الرغم من أن المرصد السورى لحقوق الإنسان ذكر أن الأسباب الفعلية غير معروفة مضيفا أن تنظيم الدولة الإسلامية (داعش) ما زال يحتفظ بالبنائ الرئيسي للسد وتوربيناته. إلا أن قوات سوريا الديمقراطية نفت أن تكون قد تعرضت للضرب في حين ذكرت حملة الرقة تذبح في صمت أن تنظيم داعش كان يبلغ المدنيين الفارين بأن السد كان آمنا. إضافة إلى ذلك ذكر التحالف الذي تقوده الولايات المتحدة أن سد الطبقة كان سليما من الناحية الهيكلية وأن السد لم يستهدف بأي غارات جوية. وقالوا أيضا إن قوات سوريا الديمقراطية تسيطر على ممر للطوارئ في الجزء الشمالي من السد يمكن استخدامه في حالة الطوارئ. وفي اليوم نفسه أعلن المتحدث باسم قوات سوريا الديمقراطية طلال سيلو أن قوات سوريا الديمقراطية اقتحمت مطار الطبقة العسكري، وسيطرت على ما بين ستين وسبعين بالمائة منه. وأعلنوا فيما بعد أنهم استولوا تماما على قاعدة الطبقة الجوية بعد معركة استمرت 24 ساعة. وقيل إن قوات تنظيم داعش المتمركزة في قاعدة الطبقة الجوية قد انسحبت شمالا إلى مدينة الثورة (الطبقة). بالإضافة إلى ذلك استولت قوات سوريا الديمقراطية على قريتين بالقرب من القاعدة الجوية خلال التقدم.
في وقت متأخر من 26 آذار / مارس أفادت الأنباء أن قوات سوريا الديمقراطية أصبحت لها السيطرة الكاملة على سد الفرات (الطبقة) وأن إصلاحات السد من قبل مهندسي التحالف قد بدأت. ومع ذلك بعد يوم واحد أعلنت قوات سوريا الديمقراطية أنها توقفت مؤقتا في هجومها على السد. وفي وقت لاحق من اليوم أعلنت متحدثة باسم قوات سوريا الديمقراطية أن المهندسين الذين سمح لهم بالتحقق من السد وعملياته لم يجدوا أنه كان معطوبا أو عاطلا. كما استولت قوات سوريا الديمقراطية على قريتين غرب الرقة في نفس اليوم. واستأنفت الهجوم على تنظيم داعش في سد الفرات في 28 آذار / مارس. وعمل المهندسون السوريون على السد خلال التوقف المؤقت في القتال من أجل فتح الممرات وتخفيف الضغط على السد. وأفيد بأن مناطقه الجنوبية تحت سيطرة تنظيم الدولة الإسلامية في العراق والشام (داعش). وادعى تنظيم الدولة الإسلامية في العراق والشام أن فريق الصيانة التبع له قد قتل في غارات جوية من قبل التحالف الدولى المناهض لتنظيم داعش، في حين ذكر المرصد السورى لحقوق الإنسان أنه علم أن المهندس الذي كان يدير السد قد قتل في غارات جوية مع فني. كما ذكر أن الجماعة أرسلت 900 مقاتل من الرقة لمحاربة تقدم قوات سوريا الديمقراطية.
في 29 آذار / مارس قطعت قوات سوريا الديمقراطية الطريق بين مدينة الثورة (الطبقة) والرقة. وأفادت قوات سوريا الديمقراطية أن تنظيم داعش قصفت سد الطبقة (الفرات) خلال النھار، مما أدى إلی توقف أعمال الإصلاح مؤقتا. وفي 31 مارس / آذار هاجمت قوات قوات سوريا الديمقراطية بلدة الصفصافه شرق مدينة الطبقة (الثورة) في محاولة لمحاصرة المدينة. وفي نفس اليوم أعلنت عشيرة البوعجيل في الرقة عن دعمها لحملة الرقة وأرسلت قوات سوريا الديمقراطية 150 مقاتلا. في 1 أبريل 2017 أكمل 200 شاب عربي التدريب وانضموا إلى قوات سوريا الديمقراطية وأيضا لحملة الرقة. أعلنت قوات سوريا الديمقراطية خلال اليوم أن أكثر من 220 من المقاتلين الجدد قد انضموا إلى الهجوم. وفي الوقت نفسه أسقطت منشورات على المدينة تطالب تنظيم الدولة الإسلامية (داعش) بالاستسلام. واستمرت الاشتباكات في ريف الطبقة في اليوم التالي حيث حاول كلا الجانبين التقدم.
ذكرت قوات سوريا الديمقراطية وبعض النشطاء في 2 أبريل الماضى أنها صدت هجوما كبيرا مضادا لتنظيم داعش على شمال شرق مدينة الطبقة (الثورة) بالقرب من سد الطبقة (الفرات) وبالقرب من قاعدة الطبقة الجوية. كما واصلوا التقدم في القرى الواقعة شرق مدينة الطبقة. وفي اليوم نفسه أفيد بأن قوات سوريا الديمقراطية قد حاصرت مدينة الثورة بالكامل حيث ذكر ناشطون أكراد أن وحدتين من قوات سوريا الديمقراطية أصبحوا مرتبطين ببعضهم شرق المدينة. ومع ذلك، ذكر المرصد السورى لحقوق الإنسان أنه لا تزال قوات سوريا الديمقراطية تحاول محاصرة المدينة. وواصل مقاتلو قوات سوريا الديمقراطية القتال للسيطرة على قريتى الصفصافه واباد في اليوم التالى لتطويق مدينة الثورة (الطبقة) تماما. وفي 3 نيسان / أبريل أفيد بأن تنظيم الدولة الإسلامية في العراق والشام (داعش) ربما كان في طريقه لنقل عاصمته من مدينة الرقة إلى الميادين في محافظة دير الزور. وجاء ذلك بعد شهور من النقل التدريجي للموارد وكبار قادة تنظيم داعش من الرقة إلى الميادين. ودخلت قوات سوريا الديمقراطية وحاصرت الصفصافه في 5 نيسان / أبريل مما أدى أيضا إلى محاصرة مدينة الطبقة في حين ادعت أنها تسيطر أيضا على جزء كبير من صفصافه. وتمت السيطرة على القرية في اليوم التالي مما أدى إلى نجاح قوات سوريا الديمقراطية في تطويق مدينة الطبقة تماما.
في 6 نيسان / أبريل 2017 شنت القوات الخاصة الأمريكية غارة بالقرب من مدينة الميادين في محافظة دير الزور مما أسفر عن مقتل عبد الرحمن الأوزبكي، وهو قائد رفيع المستوى في تنظيم الدولة الإسلامية في العراق والشام (داعش) كان يعتقد أنه مدبر هجوم إسطنبول عام 2017.
استولت قوات سوريا الديمقراطية على قرية إيباد، إلى الشرق من صفصافه في 9 أبريل / نيسان ووسعت من سيطرتها على الريف الشرقي من ريف مدينة الطبقة (الثورة) في حين قتل أكثر من 25 مقاتلا من تنظيم داعش في الاشتباكات. كما شن تنظيم داعش هجمات مضادة ناجحة على صفصافه بينما هاجم أيضا قاعدة الطبقة الجوية. واستولت قوات سوريا الديمقراطية على قرية أخرى بالقرب من الطبقة في اليوم التالى.
في 11 نيسان / أبريل أفاد التحالف الدولى الذي تقوده الولايات المتحدة ضد تنظيم داعش بأن قوات سوريا الديمقراطية استولت على 60٪ من سد الطبقة (الفرات) وأنها أصبحت «قريبة جدا» من تحرير السد كاملاً. وفي 13 نيسان / أبريل ذكر الجيش الأمريكي أن قوة المهام المشتركة – عملية العزم الصلب قد قصفت موقعا قتاليا لقوات سوريا الديمقراطية بالقرب من مدينة الطبقة عن طريق الخطأ حيث كان في اعتقادهم أنه خاص بتنظيم الدولة الإسلامية (داعش). وأضافت أن الغارات الجوية أسفرت عن مقتل 18 مقاتلا من قوات سوريا الديمقراطية.

### المرحلة الرابعة: الهجوم المباشر على شمال مدينة الرقة وما حولها / الاستيلاء على مدينة الطبقة

خريطة التقدم الميدانى في معركة الطبقة.

في 13 نيسان / أبريل أعلنت قوات سوريا الديمقراطية عن إطلاق المرحلة الرابعة من الحملة. وستشمل المرحلة الجديدة الاستيلاء على المنطقة بأكملها مباشرة شمال مدينة الرقة، بما في ذلك وادي جلاب، فضلا عن زيادة تعزيز الحصار حول مدينة الرقة. وقد تشتمل التطورات على الاستيلاء على الريف الجنوبي من الرقة أيضا حيث ذكرت قوات سوريا الديمقراطية أنها تخطط لعزل المدينة تماما قبل شن هجوم عليها. ومن المقرر أيضا أن يتم التخطيط لشن هجوم على مدينة الرقة نفسها في أبريل / نيسان 2017، ولكن تم تأجيلها بسبب معركة الطبقة. وأفيد بأن قوات سوريا الديمقراطية استولت على قرية في شمال الرقة في نفس اليوم.
أفاد المرصد السوري لحقوق الإنسان في وقت مبكر من 15 أبريل / نيسان بأن قوات سوريا الديمقراطية تقدمت إلى حافة مدينة الطبقة، وكانت على بعد مئات الأمتار من المدينة. وفي وقت لاحق استولت قوات سوريا الديمقراطية على قرية قرية عياد الصغير بالقرب من مدينة الطبقة، واقتحمت المدينة نفسها واستولت على ضاحية الإسكندرية بها أصبح 15٪ من المدينة خاضع لسيطرتها. كما قاموا بتطهير قرية مشيرفة بالقرب من الطبقة مما أسفر عن مقتل 27 مقاتلا من تنظيم الدولة الإسلامية (داعش).
في 17 أبريل / نيسان استولت قوات سوريا الديمقراطية على ثلاث قرى في الريف الشمالى من الرقة وأربعة من القرى. وفي اليوم نفسه أعلن مجلس منبج العسكري أن 200 من مقاتليه سيشاركون في معركة الطبقة. وتقدمت قوات سوريا الديمقراطية في مدينة الطبقة مرة أخرى يومي 17 و 18 نيسان / أبري، واستولت أيضا على محطة إذاعية تابعة لتنظيم داعش. وفي 19 أبريل / نيسان استولت قوات سوريا الديمقراطية على 4 قرى بالقرب من مدينة الرقة ومناطق أخرى. وفي 20 أبريل / نيسان استولوا على ست قرى على الأقل إلى شمال الرقة. وتمت السيطرة على المزيد من القرى والمناطق من قبل قوات سوريا الديمقراطية شمال الرقة في 21 و 22 أبريل، بما في ذلك حزيمة ومزرات تشرين. وفي الوقت نفسه أفيد بأن تنظيم الدولة الإسلامية (داعش) قد نقل عاصمته أساسا إلى مدينة الميادين في محافظة دير الزور، وأن تنظيم الدولة الإسلامية قد ركز قواته في محافظة دير الزور، مما أدى إلى تحويل الميادين إلى «عاصمة ثانوية» لتنظيم الدولة الإسلامية في العراق والشام (داعش). وفي 24 أبريل / نيسان استولت قوات سوريا الديمقراطية على جيب لتنظيم الدولة الإسلامية (داعش) في شمال مدينة الرقة مما سمح لهم بالسيطرة على 13 قرية.

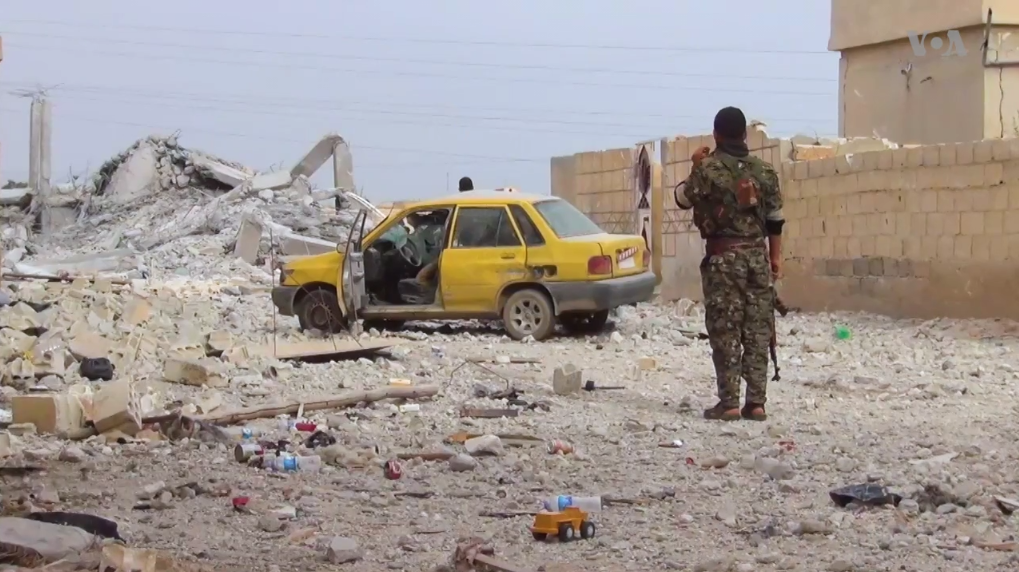
مقاتلة من قوات سوريا الديمقراطية تقف في منطقة مدمرة من مدينة الطبقة.

بحلول 25 نيسان / أبريل استولت قوات سوريا الديمقراطية على منطقة الوهاب في مدينة الطبقة خلال تقدمها الكبير على جانبيها الجنوبى والغربى، مما زاد من سيطرة قوات سوريا الديمقراطية على المدينة إلى 40 في المائة. كما دمرت قوات سوريا الديمقراطية خلية تابعة لتنظيم داعش في جزيرة العيد مما سمح لهم بتأمين الجزيرة تماما. وفي الوقت نفسه أفادت التقارير بأن جبهات قوات سوريا الديمقراطية الشمالية شمال الرقة قد التصقت ببعضها بعد السيطرة على عدد من القرى في جيب سابق لتنظيم الدولة الإسلامية. كما أعلنت قوات سوريا الديمقراطية أنها استولت على الجزء الشمالى من وادي جولاب. وأعلنت في 28 نيسان / أبريل أنها استولت على منطقتي نابابيلا والزهراء في مدينة الطبقة. وفي الوقت نفسه هددت وحدات حماية الشعب الكردية أيضا بالانسحاب من العملية للاستيلاء على الرقة إذا لم تتخذ الولايات المتحدة تدابير لوقف الهجمات التركية ضد مقاتليها.
تقدمت قوات سوريا الديمقراطية في مدينة الطبقة مرة أخرى في 30 أبريل. وأفادت بأنها استولت على ست مناطق أخرى وأن تنظيم الدولة الإسلامية في العراق والشام (داعش) لا يسيطر إلا على الجزء الشمالي من المدينة بالقرب من سد الطبقة. وذكر المرصد السورى لحقوق الانسان أن قوات سوريا الديمقراطية تسيطر على 40٪ على الأقل من المدينة بما في ذلك أكثر من نصف مساحة المدينة القديمة. وفي وقت لاحق من نفس اليوم أفيد بأن قوات سوريا الديمقراطية استولت على 60٪ على الأقل من المدينة. وفي اليوم التالي ذكرت قوات سوريا الديمقراطية أنها استولت تماما على منطقة البلدة القديمة مما يجعل تنظيم الدولة الإسلامية في العراق والشام (داعش) يسيطر على المناطق الجديدة من المدينة إلى جانب السد فقط. وذكر المرصد السورى لحقوق الانسان أن قوات سوريا الديمقراطية تسيطر على حوالي 80٪ من المدينة.
في 2 مايو / أيار ذكرت قوات سوريا الديمقراطية أنها استولت على حوالى 90 في المائة من المدينة وسط تقارير عن مفاوضات بين المقاتلين الأكراد وتنظيم داعش للسماح للانسحاب من المناطق المتبقية تحت سيطرتها. وبحلول 3 مايو / أيار استولت قوات سوريا الديمقراطية تقريبا على المدينة بأكملها باستثناء منطقة صغيرة في الشمال تقع بالقرب من السد. كما نفذ تنظيم الدولة الإسلامية في العراق والشام هجمات مضادة في منطقة الطبقة وبالقرب منها. وأفيد لاحقا بأنه تم التوصل إلى اتفاق للسماح لمقاتلي تنظيم داعش المتبقين بالانسحاب من المدينة وكذلك السد. لكن قوات سوريا الديمقراطية وقادتها نفوا أي اتفاق تم التوصل إليه مضيفا أن الاشتباكات ما زالت مستمرة ضد تنظيم الدولة الإسلامية (داعش) في قرية بالقرب من الطبقة والمناطق الثلاث في البلدة بما في ذلك بعض المسلحين الذين يختبئون بين المدنيين. أيضا في 3 مايو تخرجت دفعة جديدة مكونة من 110 من مقاتلي قوات النخبة بعد التدريب في الحسكة. ومن المقرر أن يشارك المقاتلون في حملة الرقة.

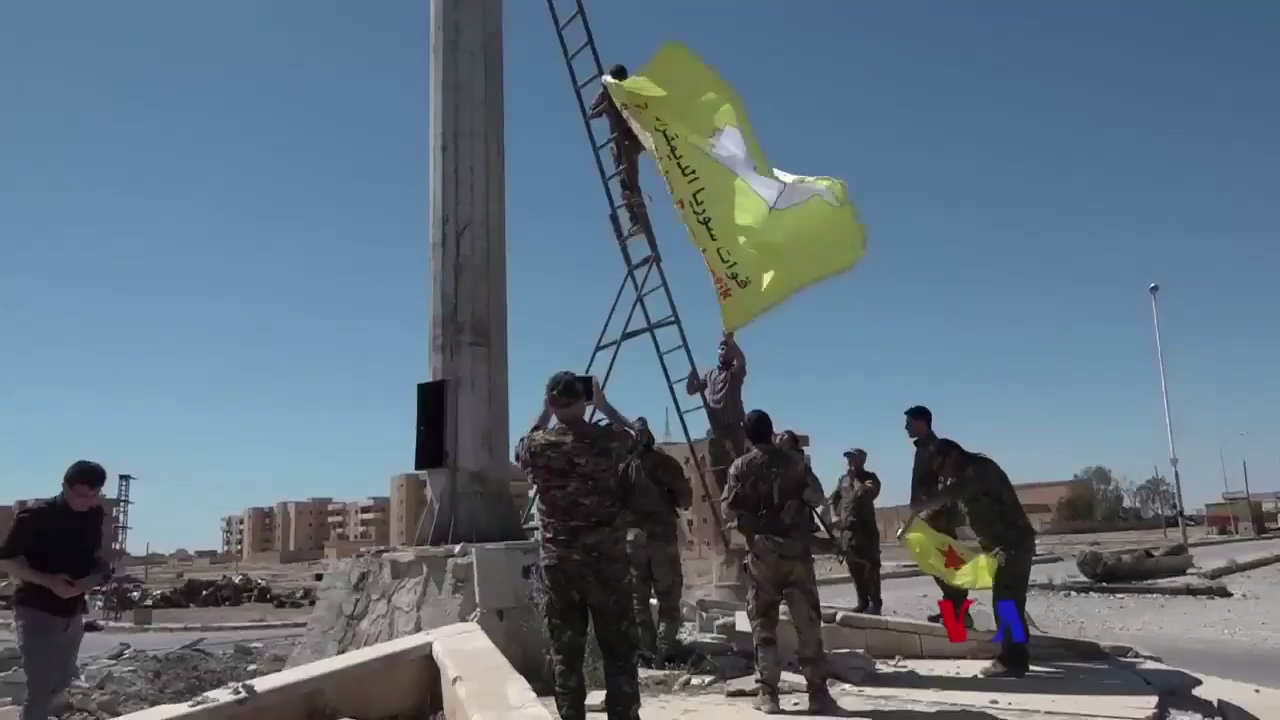
مقاتلو قوات سوريا الديمقراطية يرفعون علم القوات في مدينة الطبقة.

في 8 أيار / مايو 2017 بدأ 100 مقاتل عربي من شمال الرقة تدريبهم للانضمام إلى وحدات حماية الشعب، الكردية للمشاركة في هجوم الرقة ومع التدريب الذي سيختتم في نهاية الشهر. وفي 8 أيار / مايو أيضا، أعلنت قوات سوريا الديمقراطية أنها استولت على حي الربع الأول من مدينة الطبقة، الذي يربط المناطق الثلاث الأحدث في المدينة بالسد. وبالإضافة إلى ذلك استولت قوات سوريا الديمقراطية أيضا على المستشفى المحلى في المدينة. وأفيد أيضا بأن قوات سوريا الديمقراطية استولت على قرية الساحل الخشاب. وأفاد المرصد السورى لحقوق الإنسان أنه على الرغم من انسحاب بعض مقاتلي تنظيم داعش السوريين بموجب اتفاق يسمح لقوات سوريا الديمقراطية بالسيطرة على البلدة بأكملها، إلا أن المقاتلين الآخرين الذين كانوا في الغالب غير السوريين رفضوا الانسحاب واشتبكوا مع قوات سوريا الديمقراطية وشنوا معركة على غرار حرب العصابات. وفي 9 أيار / مايو أصدرت قوات سوريا الديمقراطية بيانا صحفيا أعلنت فيه استئناف المرحلة الرابعة من الحملة بعد تعليق دام 15 يوما. في اليوم التالي أعلنت قوات سوريا الديمقراطية وكذلك المرصد السورى لحقوق الإنسان أن التحالف قد استولى تماما على المدينة وكذلك السد.

#### استئناف المرحلة الرابعة
أعلنت قوات سوريا الديمقراطية أنها استأنفت المرحلة الرابعة من الحملة في 10 مايو. وفي اليوم التالي أفيد بأن قوات سوريا الديمقراطية استولت على قريتين إلى ثلاث قرى شمال مدينة الرقة. وفي وقت لاحق، استولوا على قرية أخرى شمال الرقة. وفي الوقت نفسه تم صد هجوم لتنظيم داعش على مدينة الطبقة. وفي 12 أيار / مايو ألقي القبض على قريتين في الريف الشمالي. كما ذكرت وكالات الأنباء الكردية أن قوات سوريا الديمقراطية استولت على مقر الحزب الحاكم المحلى وكذلك السجن الذي استخدمه المسلحون. وبحلول 14 مايو / أيار استولت قوات سوريا الديمقراطية على ثلاث إلى أربع قرى شمال الرقة. وقد استولت قوات سوريا الديمقراطية على حوالى سبع إلى ثمانى قرى في المنطقة حتى 17 مايو بالإضافة إلى حوالى 17 قرية تم الإعلان عنها.
في 18 مايو / أيار استولت قوات سوريا الديمقراطية على قرية تقع شرق الرقة. وفي اليوم التالي تمت السيطرة على قريتين مع مزرعة من قبل قوات سوريا الديمقراطية. وبحلول 21 مايو تمت السيطرة على قريتين مع تقدم قوات سوريا الديمقراطية على بعد كيلومترين (1.2 ميل) من سد البعث. وبحلول 23 مايو تمت السيطرة على قريتين أخريين بالقرب من السد. وتمت السيطرة على قرية أخرى بالقرب من السد لاحقا. وفي 24 مايو / أيار استولت قوات سوريا الديمقراطية على قريتين بما فيها بلدة حمرة ناصرة في الريف الغربى بينما تم أيضا القبض على قرية في الريف الشرقى. وفي اليوم التالي استولت قوات سورى ا الديمقراطية على قرية كاديران الاستراتيجية شمال السد. وفي الوقت نفسه أرسل مجلس منبج العسكري 2.200 مقاتل إضافي. وأعلن في 26 مايو / أيار أن قوات سوريا الديمقراطية تمكنت من السيطرة على سد البعث بالكامل وكذلك مصنع السكر القريب وقرية كاديران.

## الإدارة المدنية للأراضي التي تم الاستيلاء عليها

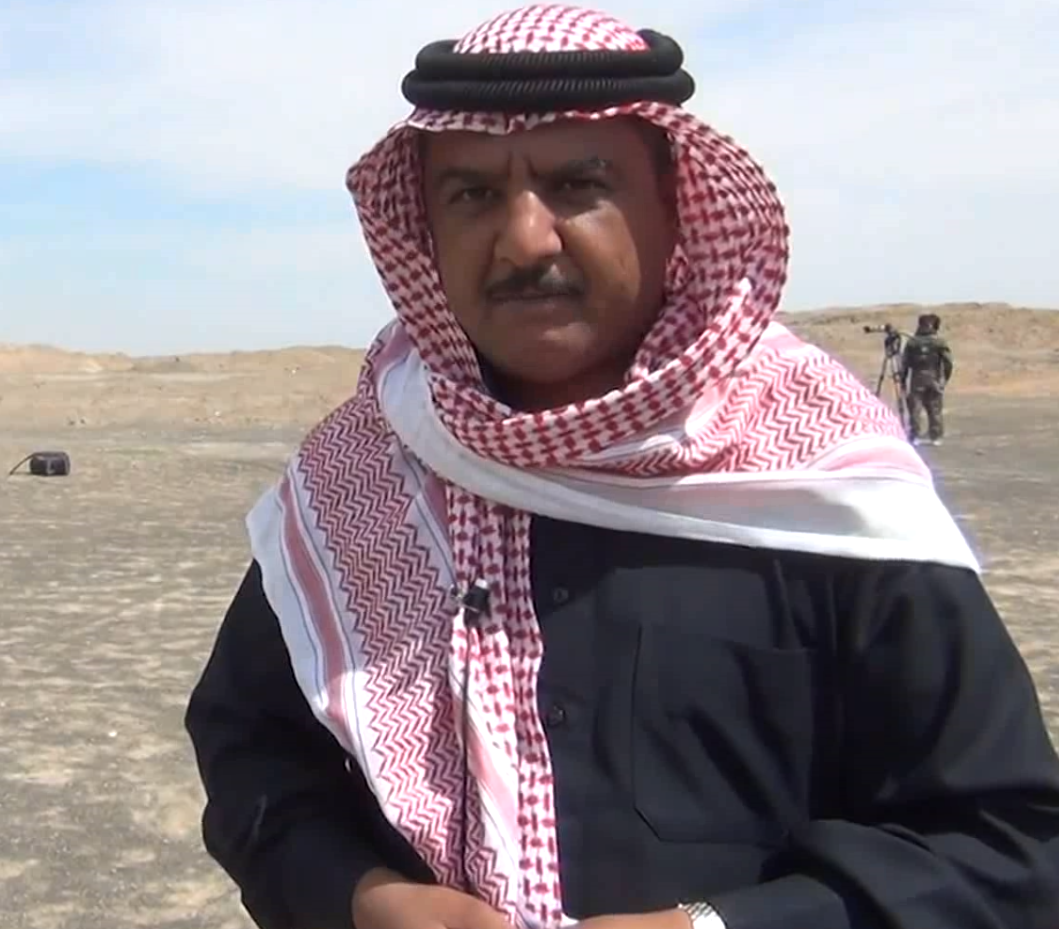
سامر خرخي أحد أعضاء مجلس الرقة المدني.

في 14 تشرين الثاني / نوفمبر بدأت المؤسسة المدنية التابعة لقوات سوريا الديمقراطية وهي المجلس الديمقراطي السوري العمل على إنشاء إدارة مدنية لإدارة مدينة الرقة بعد طرد تنظيم الدولة الإسلامية في العراق والشام (داعش). وقال رئيس مجلس الإنماء والإعمار ايلهام أحمد: «يمكن أن توفر مثل هذه الإدارة مثالا جيدا للتغيير الديمقراطي في الرقة، خاصة وأن المدينة ظلت منذ سنوات عاصمة فعلية لتنظيم داعش الإرهابي، وهذا الإنجاز سيكون تغييرا كبيرا في مجمل الوضع في سوريا وسيساعد البلاد على التحرك نحو الاستقرار والتغيير الديمقراطي والرقة ستكون مثالا للبلد بأسره».
في 8 كانون الأول / ديسمبر ذكر العقيد جون دوريان المتحدث باسم عملية «الحل المتأصل»، أن «هيكل إدارة الحكم سيكون خاص بالسكان المحليين» على غرار ما هو مخطط في منبج مخطط للرقة. وفي 10 ديسمبر / كانون الأول قالت جيهان شيخ أحمد المتحدثة باسم قوات سوريا الديمقراطية إن الرقة سيتولى إدارتها مجلس مدني محلي منتخب بعد تحريرها. وفي 27 آذار / مارس 2017 قال صالح مسلم محمد رئيس حزب الاتحاد الديمقراطي إنه بمجرد أن استولت قوات سوريا الديمقراطية على المدينة، «سيكون شعب الرقة هم الذين سيتخذون القرار بشأن كل شيء». إذا أرادوا أن يفعلوا ذلك وقال صالح مسلم أنه يمكنهم اختيار الانضمام إلى النظام الديمقراطي في شمال سوريا. وفي اليوم نفسه أعلن مجلس الرقة المدني المؤقت أنه تولى إدارة الريف الشرقي.
خلال اجتماع في عين عيسى في 18 نيسان / أبريل 2017 حضره رؤساء القبائل والشخصيات المحلية من الرقة وأعلنت قوات سوريا الديمقراطية إنشاء مجلس مدني رسمي يحكم مدينة الرقة بعد السيطرة عليها. خلال اجتماع المندوبين بما في ذلك ممثلون من العرب والأكراد والتركمان؛ تم انتخاب الرئيسين المشاركين ليلى محمد ومحمود شوخ البسران وتم إنشاء 14 لجنة. وذكرت قوات سوريا الديمقراطية أنه سيتم تشكيل مجلس عسكرى لتوفير الأمن للمدينة بعد السيطرة عليها قريبا. في 20 نيسان / أبريل بدأ المجلس المدني الجديد أيضا العمل في المناطق حول مدينة الطبقة والتي تتناول على توزيع الأغذية على القرويين المحليين.
في 15 أيار / مايو 2017، تم الاتفاق على إنشاء «جمعية مدنية». وستكون هذه الجمعية المؤقتة حيث سيتم إنشاء مجلس أوسع مع المجالس بعد عودة السكان.
في 17 أيار / مايو 2017 أنشئت قوات الأمن الداخلي في الرقة بوصفها وحدة شرطة جديدة حيث تم إنشاء أول دورة تدريبية ل 50 مجندا في عين عيسى.

## معرض الصور

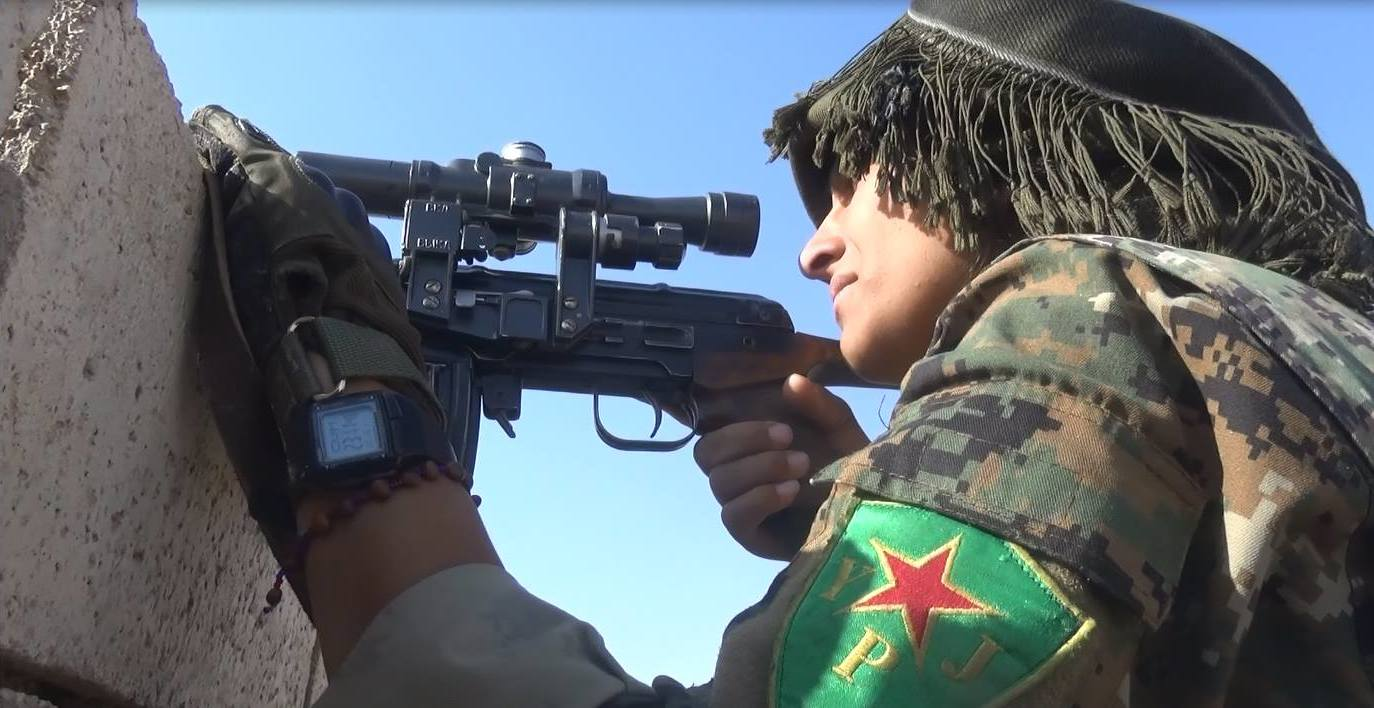
قناص تابع لقوات حماية الشعب الكردية خلال الهجوم في 13 نوفمبر 2016
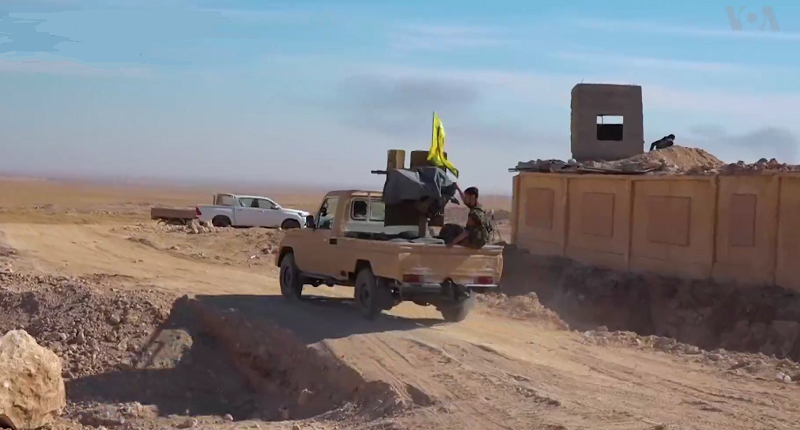
مركبة تابعة لقوات سوريا الديمقراطية في قرية تمت السيطرة عليها من تنظيم الدولة الإسلامية في العراق والشام (داعش) في 15 تشرين الثاني / نوفمبر 2016.
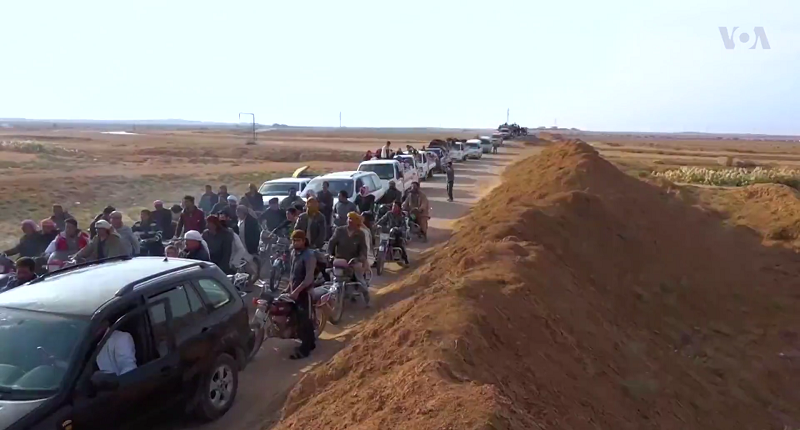
عودة اللاجئون إلى مسقط رأسهم في الحسبة، بعد أن استولت عليها قوات سوريا الديمقراطية من تنظيم الدولة الإسلامية (داعش).
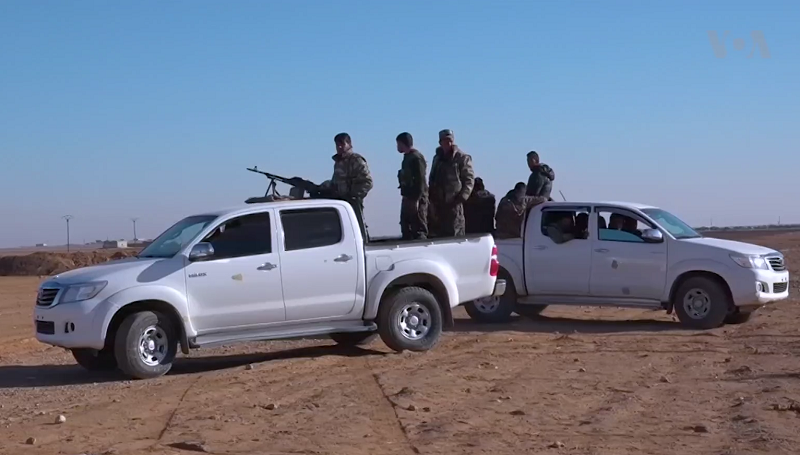
مركبات تابعة لقوات سوريا الديمقراطية في الريف الشمالى الغربى للرقة في 12 ديسمبر 2016.
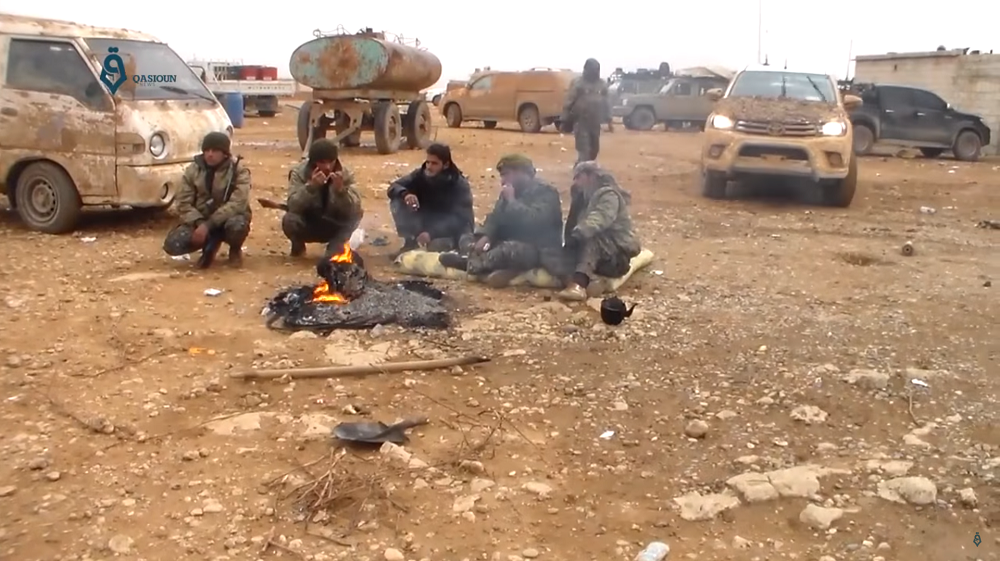
مخيم مؤقت لقوات سوريا الديمقراطية بالقرب من المحمودلى في 17 ديسمبر 2016.
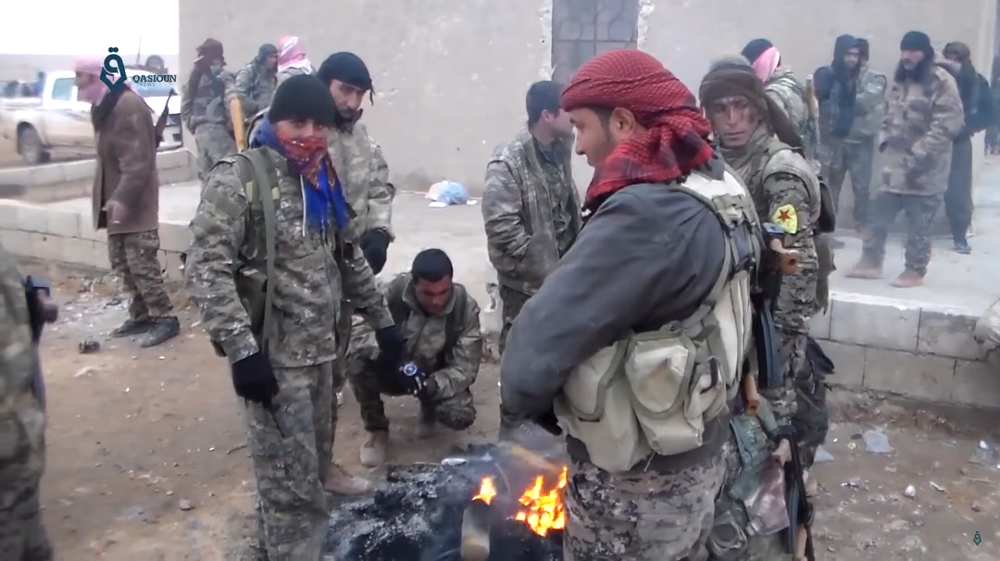
مقاتلون من لواء ثوار تل أبيض ووحدات حماية الشعب الكردية في أحد المعسكرات.
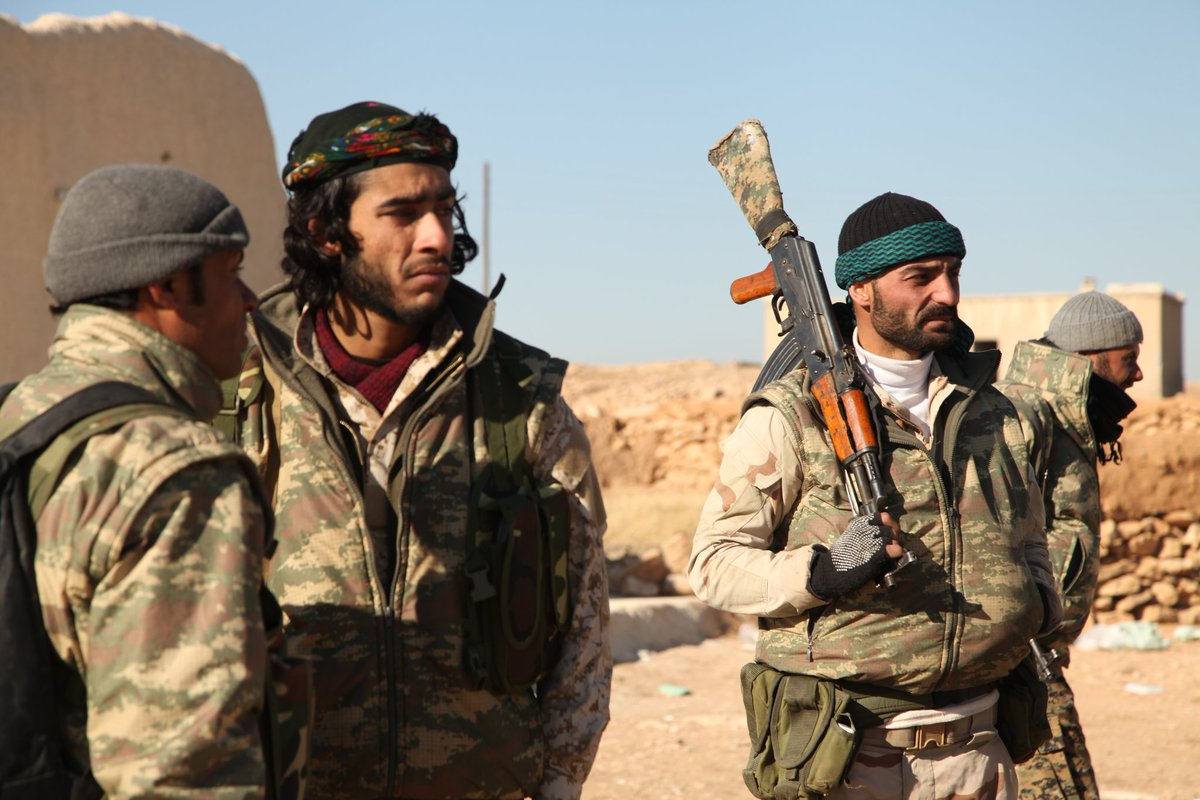
مقاتلو وحدات حماية الشعب الكردية خلال الهجوم في 24 كانون الأول / ديسمبر 2016.
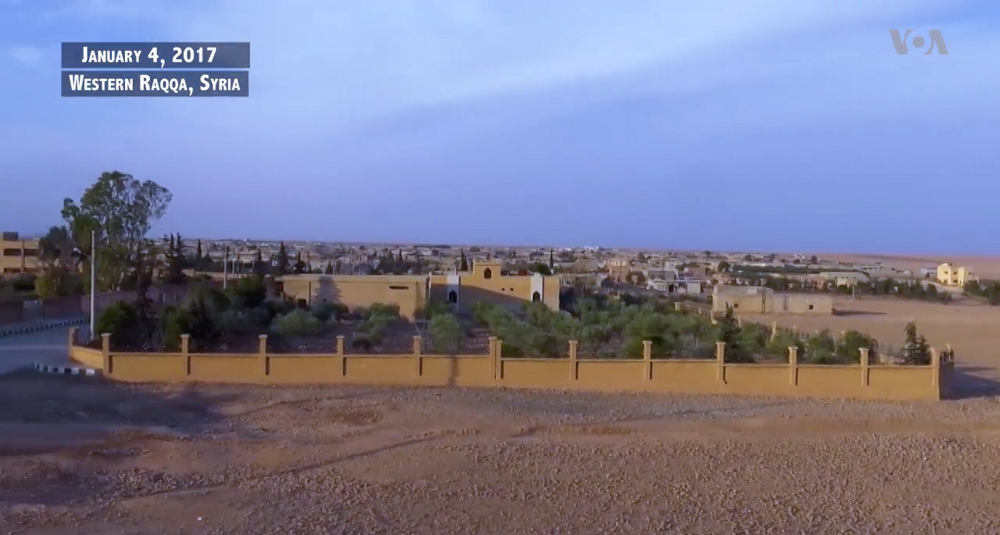
بلدة المحمودلي في 4 كانون الثاني / يناير 2017، بعد ثلاثة أيام من السيطرة عليها من قبل قوات سوريا الديمقراطية.
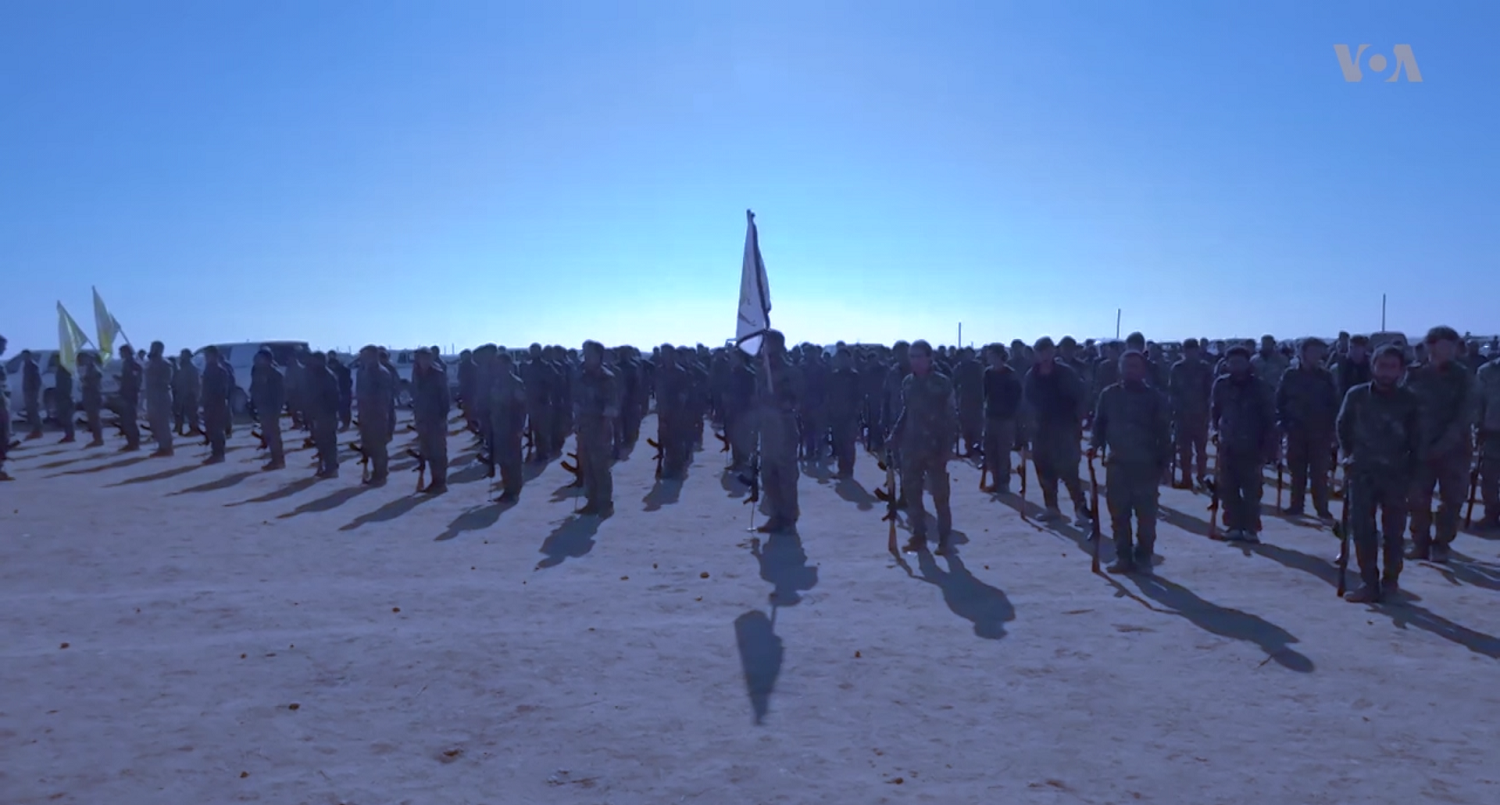
مقاتلي قوات سوريا الديمقراطية في المحمودولي في 4 كانون الثاني / يناير 2017.
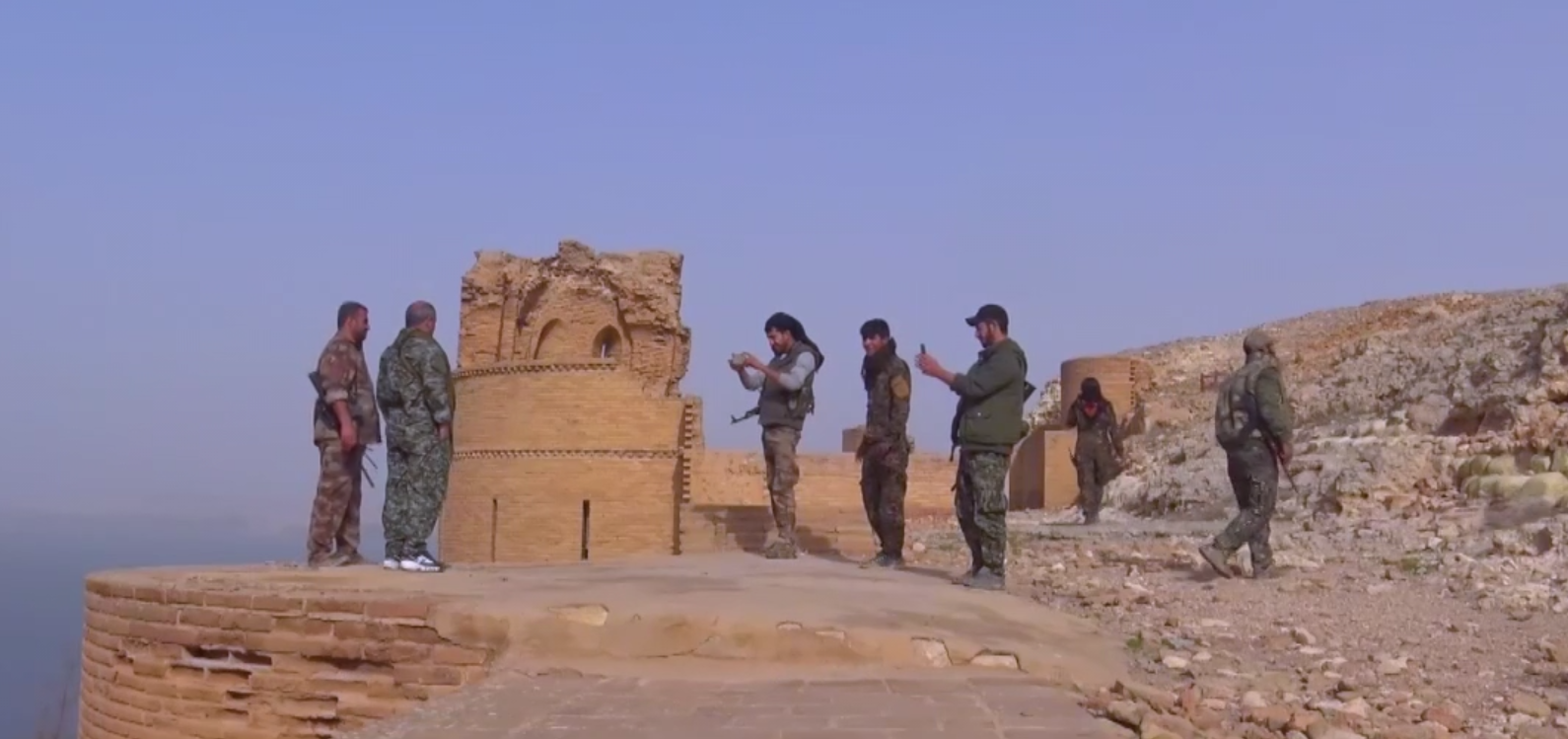
مقاتلي قوات سوريا الديمقراطية في قلعة جعبر في 10 كانون الثاني / يناير 2017.
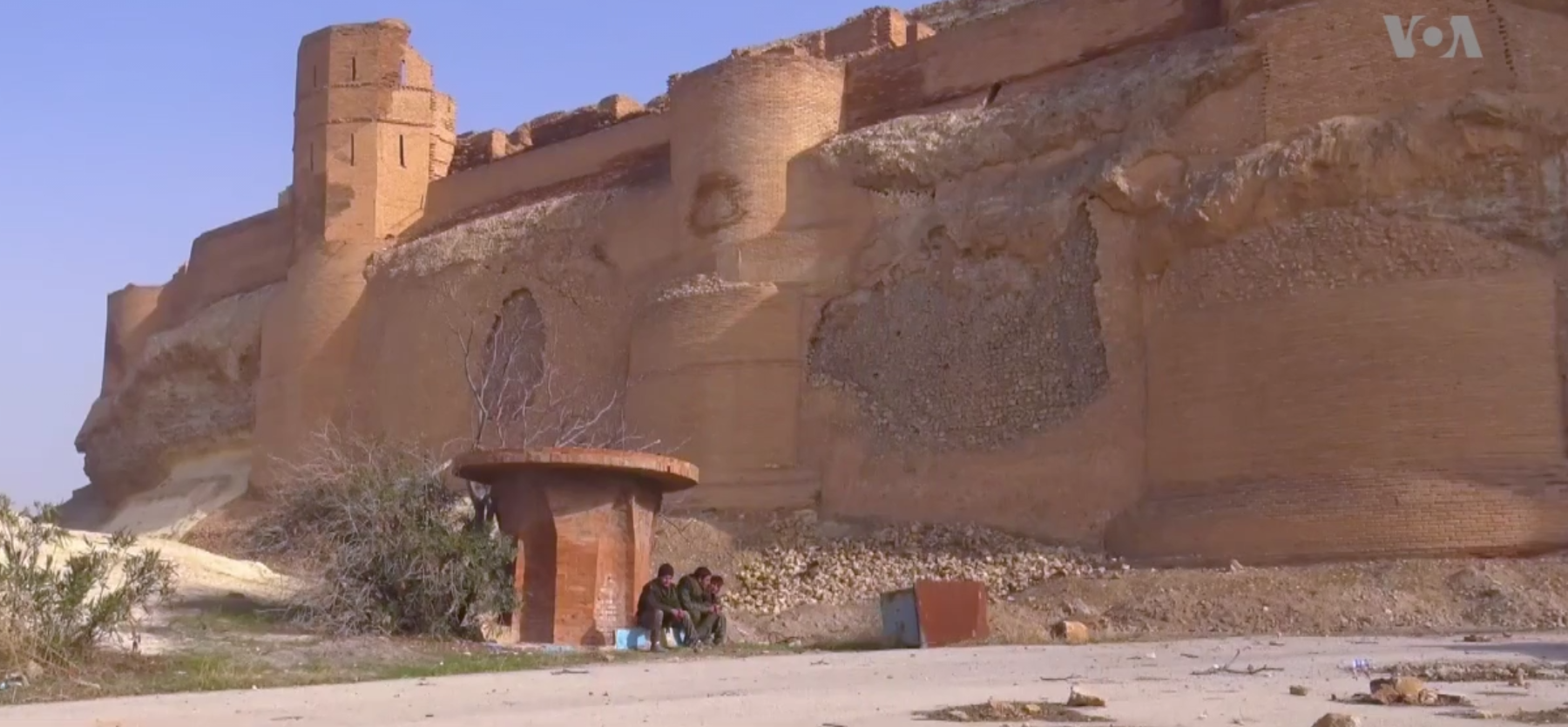
مقاتلي قوات سوريا الديمقراطية أمام قلعة جعبر في 10 كانون الثاني / يناير 2017.
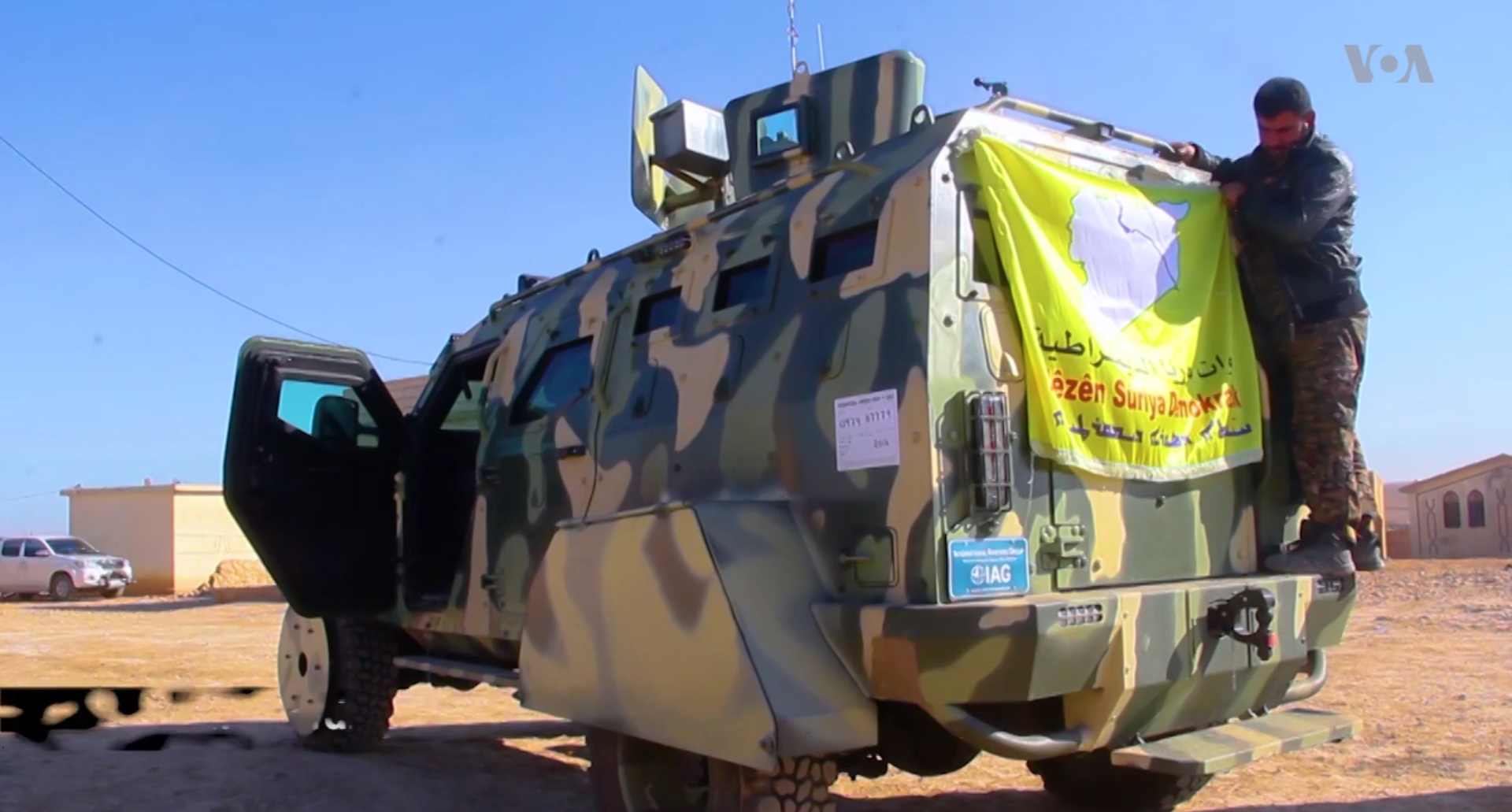
مقاتل كردى يرفع علم قوات سوريا اديمقراطية على احدى ناقلات الجنود المدرعة التي قدمتها الولايات المتحدة.
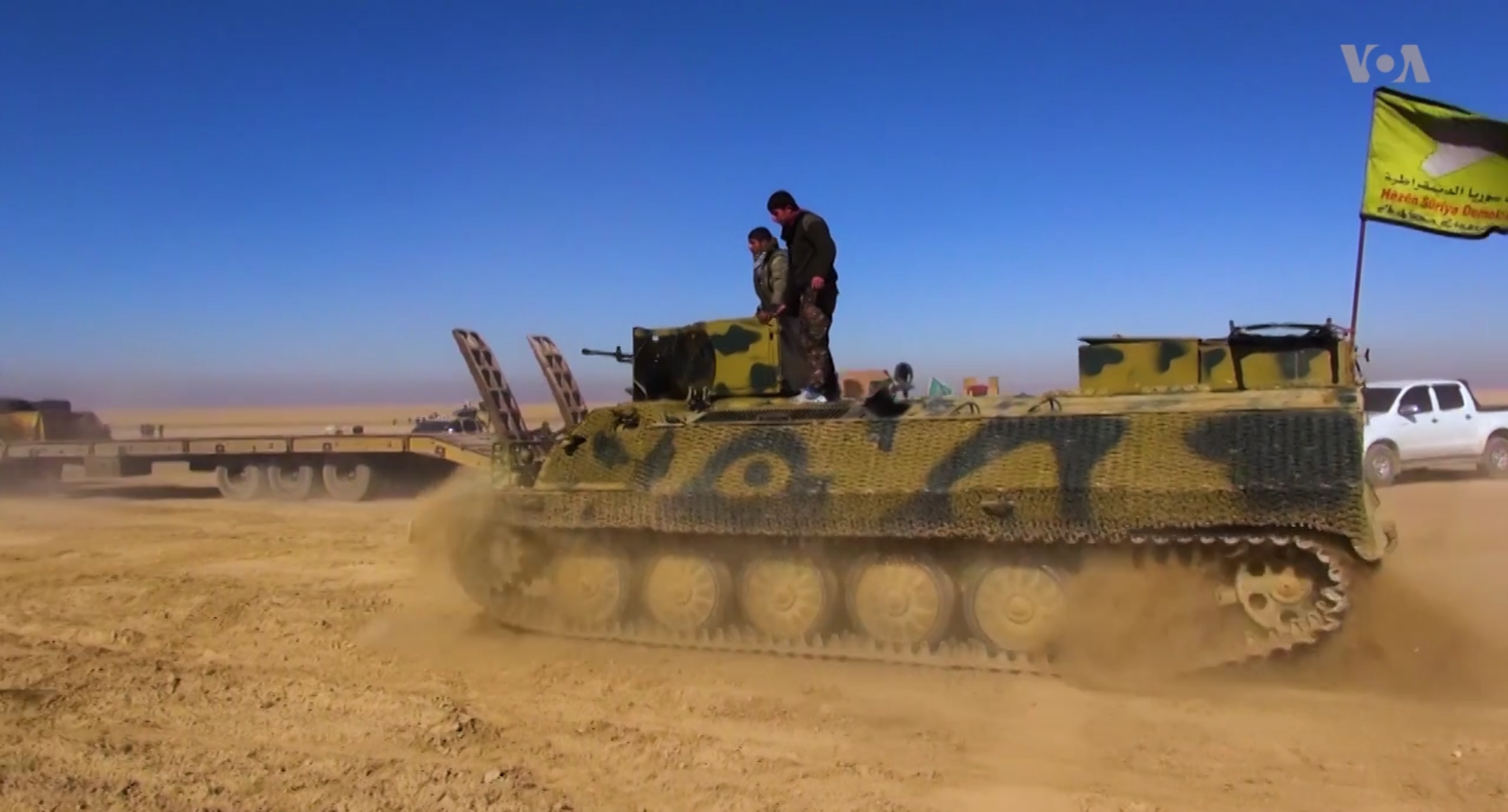
ناقلة جنود مدرعة تابعة لقوات سوريا الديمقراطية خلال الهجوم.
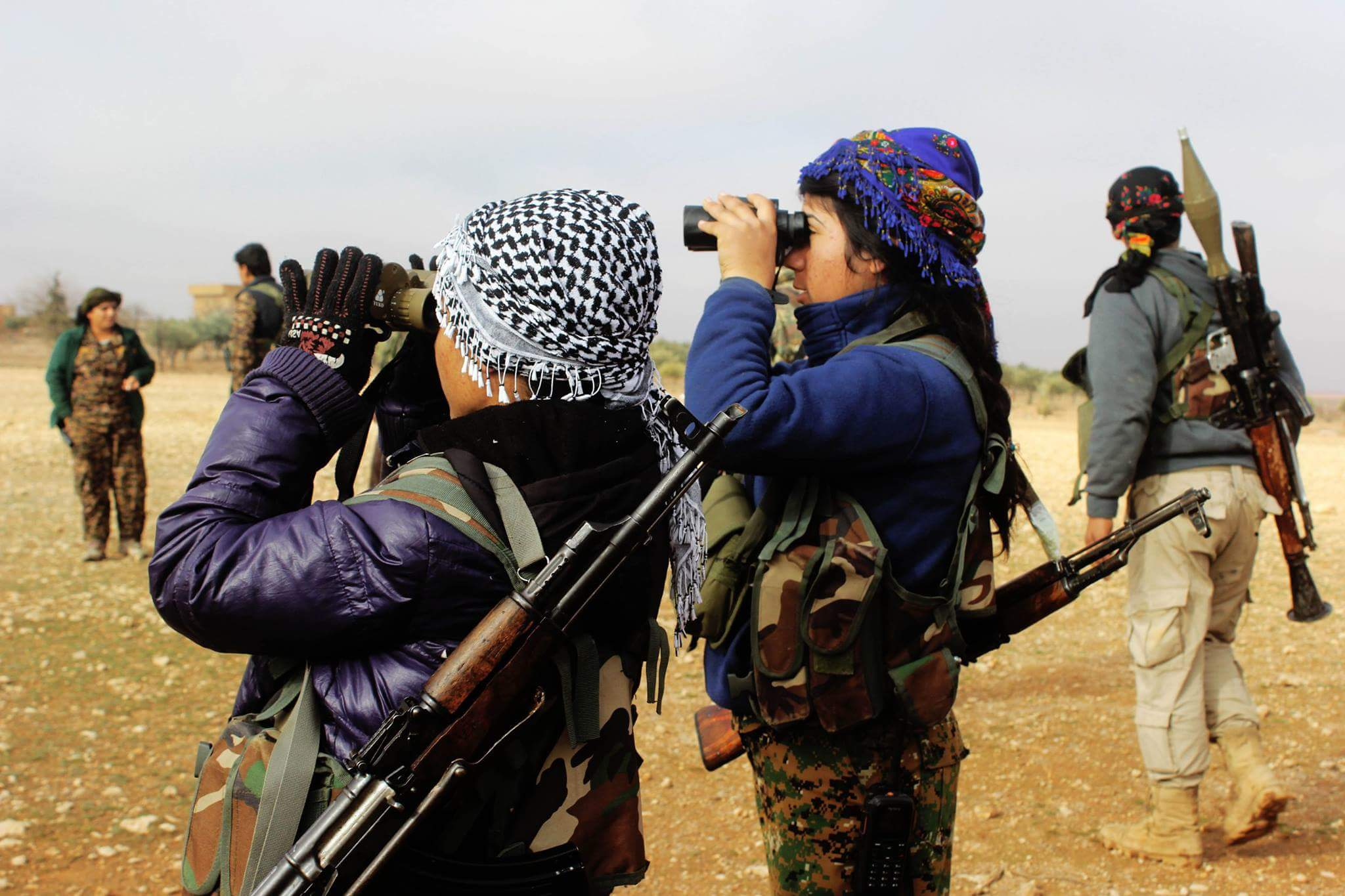
مقاتلين من وحدات حماية الشعب الكردية في 7 فبراير 2017.
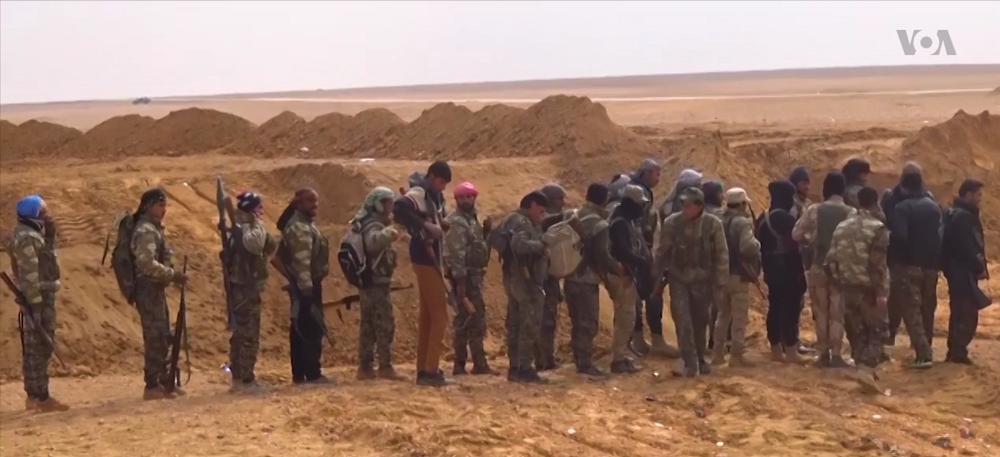
قوات المجالس العسكرية للقوات الديمقراطية السورية وقوات مجلس دير الزور العسكري في 9 مارس 2017.
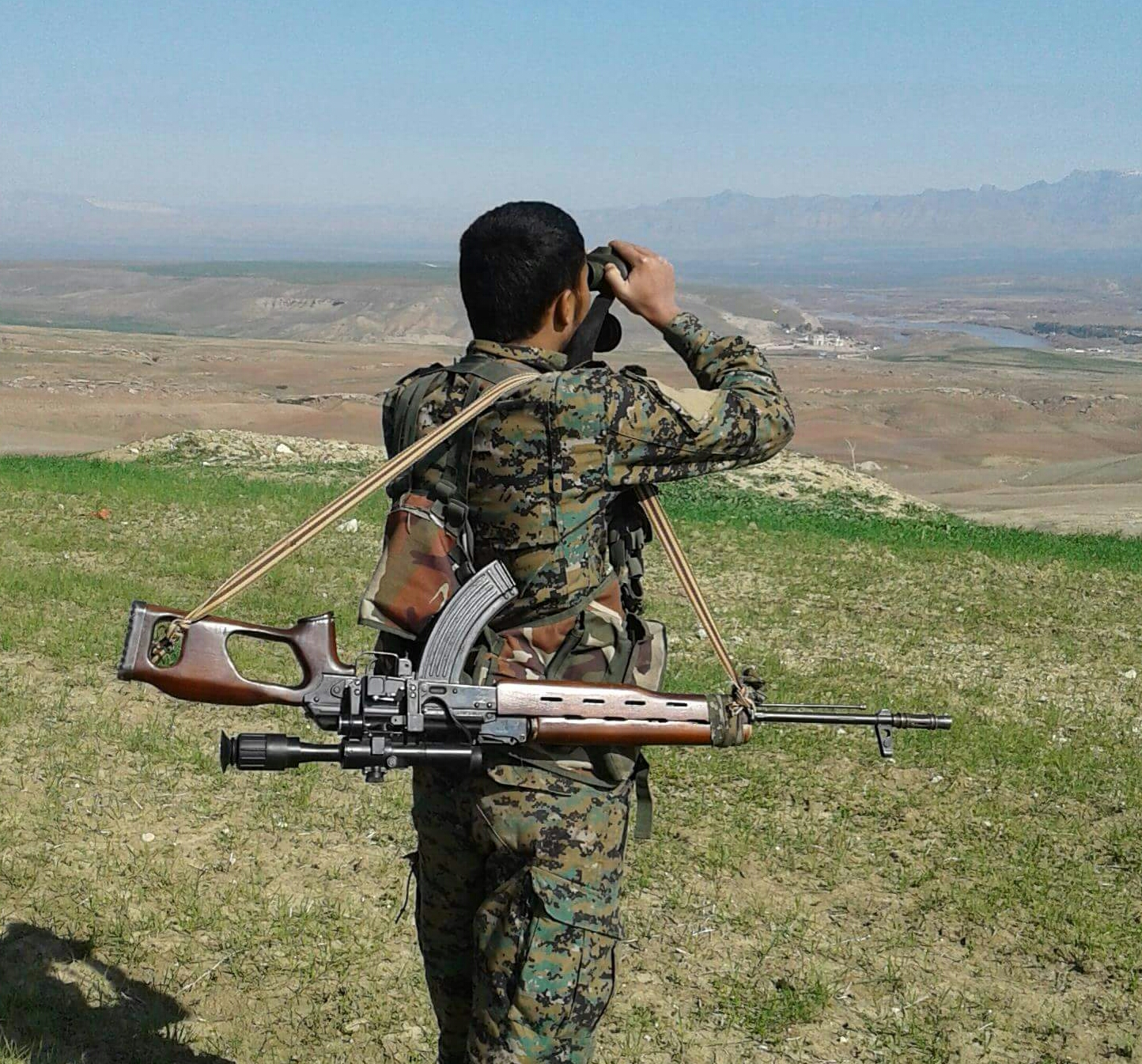
قناص من وحدات حماية الشعب الكردية بالقرب من نهر الفرات.
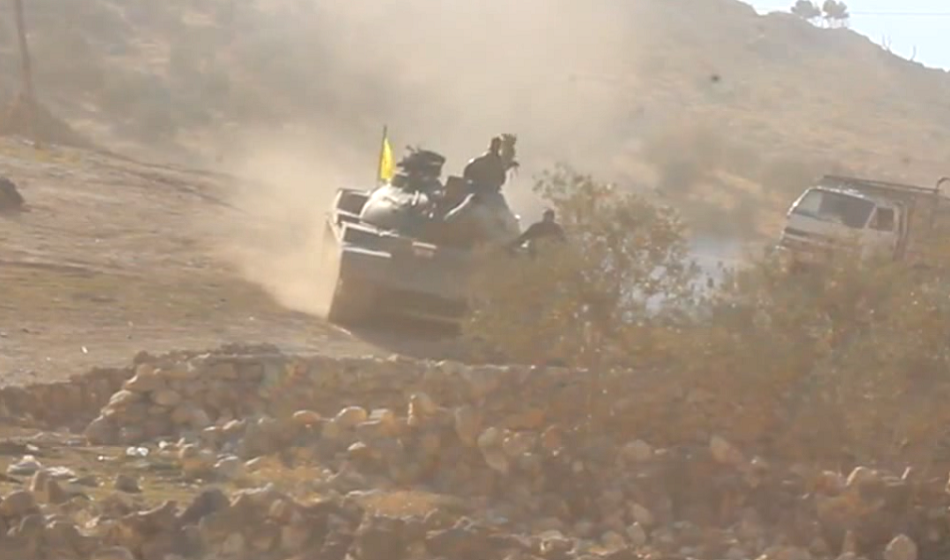
دبابة من نوع T-55 تابعة لقوات سوريا الديمقراطية أثناء الهجوم.
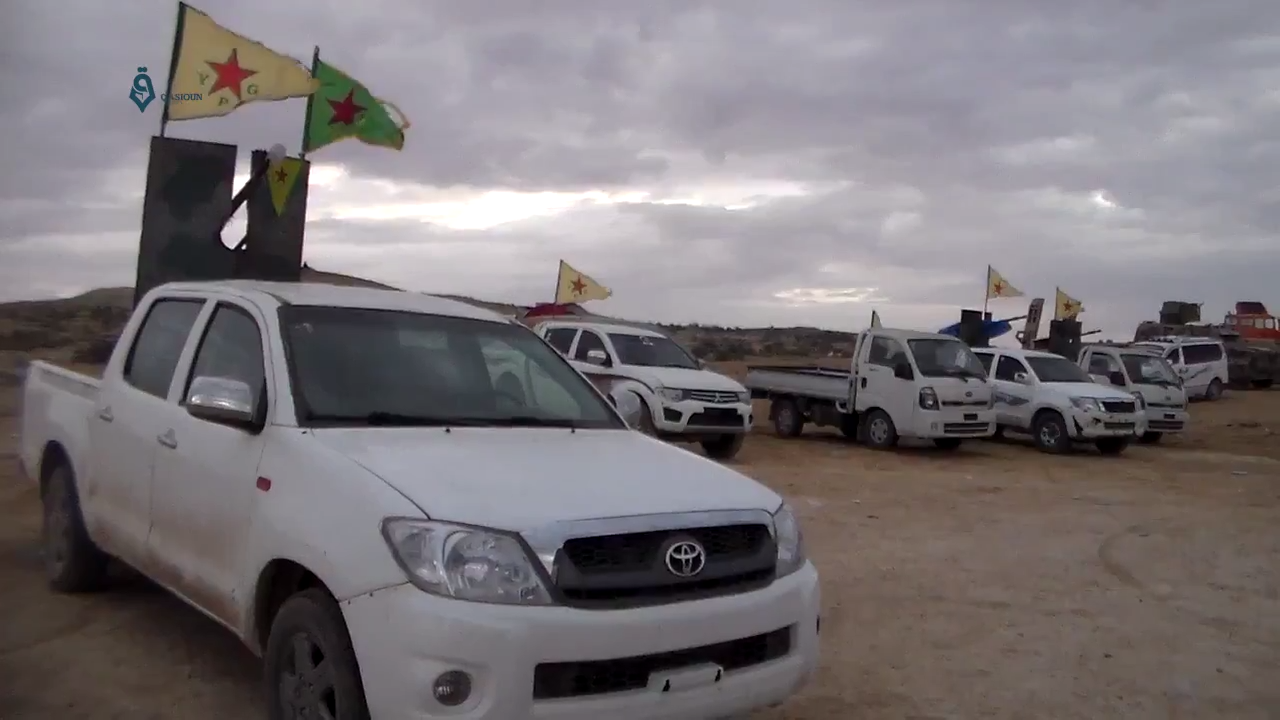
سيارات من نوع تويوتا هايلكس وغيرها من المركبات التابعة وحدات حماية الشعب الكردية  بالقرب من مدينة الطبقة (الثورة) في 9 أبريل 2017.
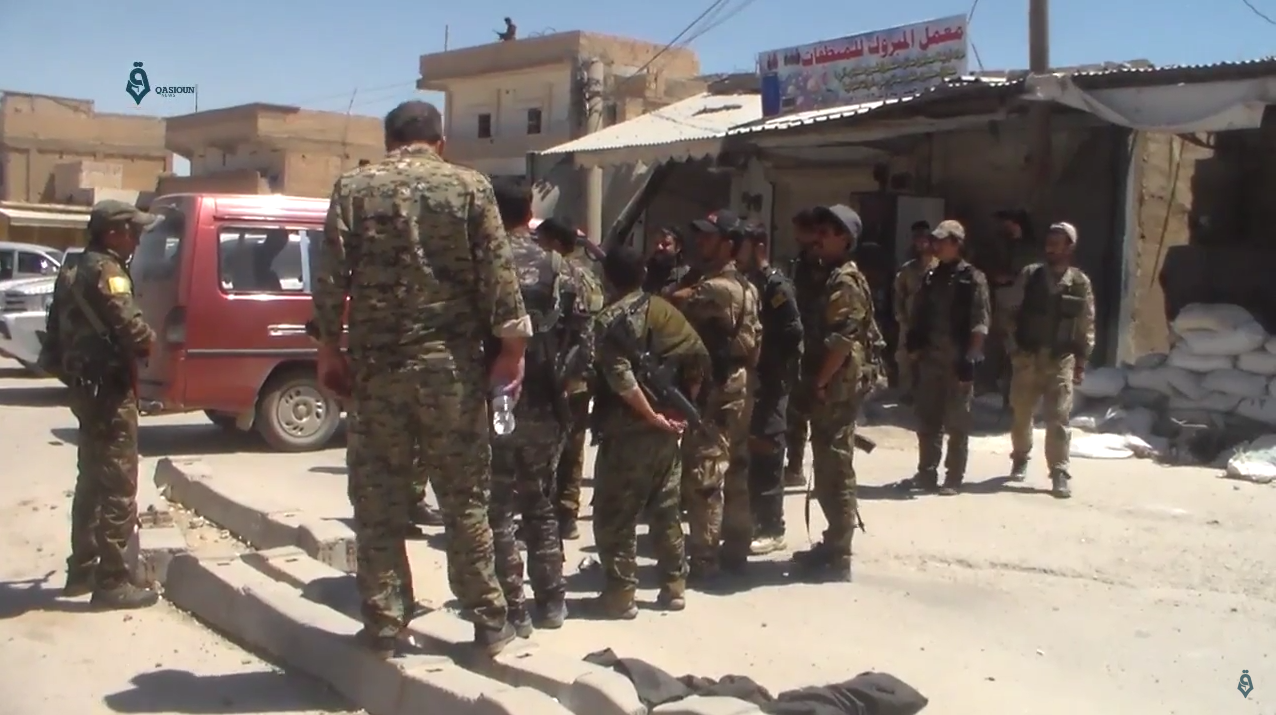
مقاتلي قوات سوريا الديمقراطية في مدينة الطقة في 13 أيار / مايو 2017.
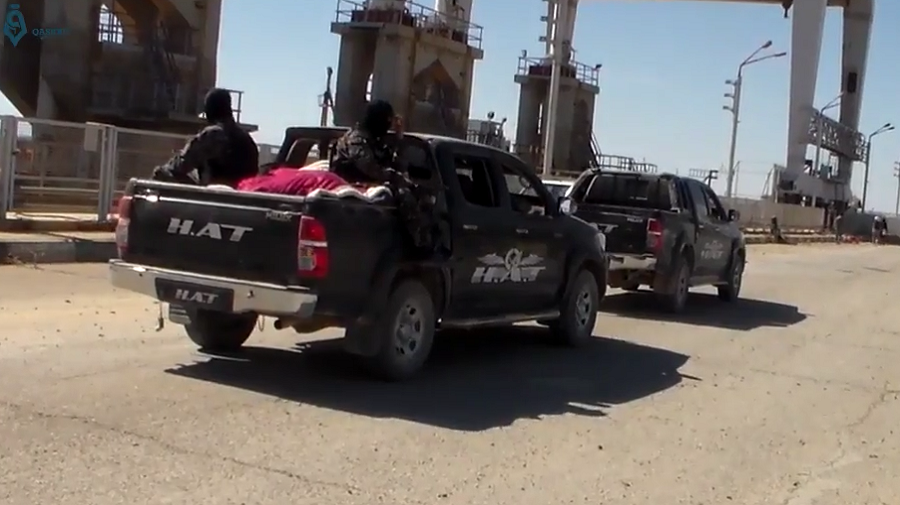
قوات الأمن الداخلى التي يطلق عليها أسايش روج آفا في مدينة الطبقة في يوم 13 أيار / مايو 2017.

## وصلات خارجية
- خريطة تفاعلية للوضع في سوريا والعراق مع وضع الرقة الحالي.